# Заборонене місто

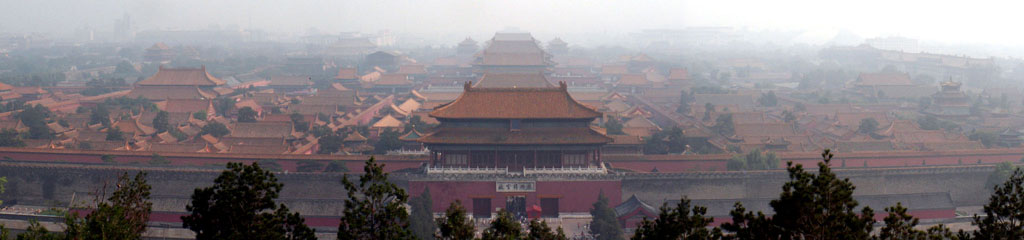
Пекін, Заборонене місто

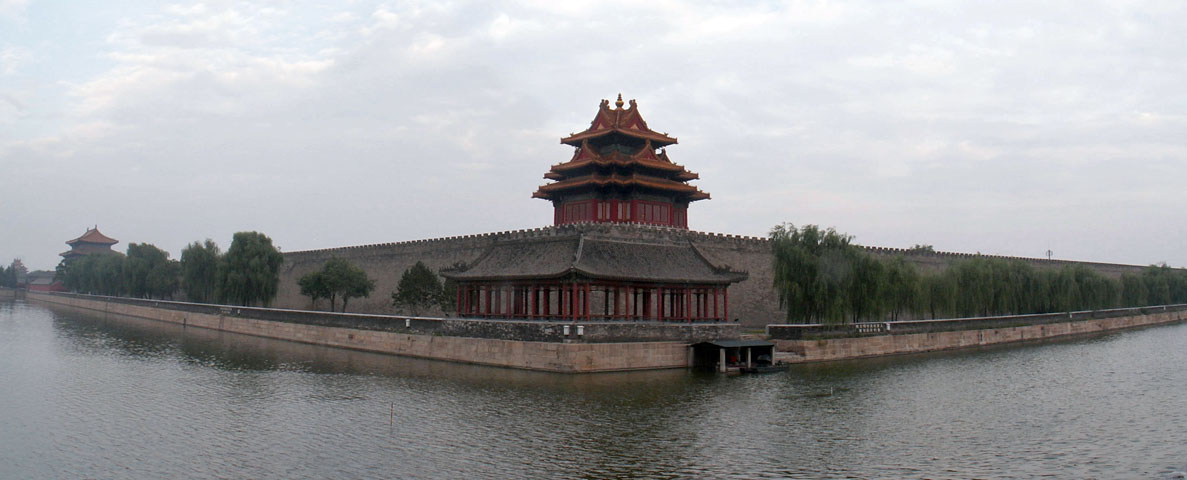
Вежа північно-західного кута муру Забороненого міста

Заборонене місто (кит. трад. 紫禁城, піньїнь: Zǐjìnchéng, акад. Цзицзіньчен, буквально «Пурпурове заборонене місто»; в наші дні зазвичай іменується кит. спр. 故宫, піньїнь: Gùgōng, акад. Ґуґун, буквально «Колишній палац») — найбільший палацовий комплекс у світі (961×753 метрів, 720 тис. м², 980 будівель), головний палацовий комплекс китайських імператорів від XV до початку XX століття. Розташований в центрі Пекіна, на північ від головної площі Тяньаньмень і на схід від озерного кварталу (резиденції сучасних керівників країни). Звідси Піднебесною правили 24 імператори династій Мін і Цин. Першим із китайських об'єктів занесений ЮНЕСКО до списку всесвітньої спадщини людства (1987 року). Включений ЮНЕСКО до числа найбільших у світі зібрань збережених стародавніх дерев'яних будівель.

## Історія
Побудований у 1406-1420 як палац китайських імператорів Мін, палацовий комплекс відтоді зазнав багатьох змін. Бувши зразком традиційної китайської палацової архітектури, комплекс вплинув на культурний та архітектурний розвиток як Східної Азії, так і інших регіонів. З 1925 року Заборонене місто перебуває у віданні Палацового музею, чия велика колекція творів мистецтва і артефактів сформувалась на базі імператорських колекцій династій Мін і Цин. Частина колишньої музейної колекції нині розміщена в Музеї імператорського палацу в Тайбеї; обидва музеї беруть свій початок від однієї й тієї самої установи, однак після Громадянської війни в Китаї розділилися.

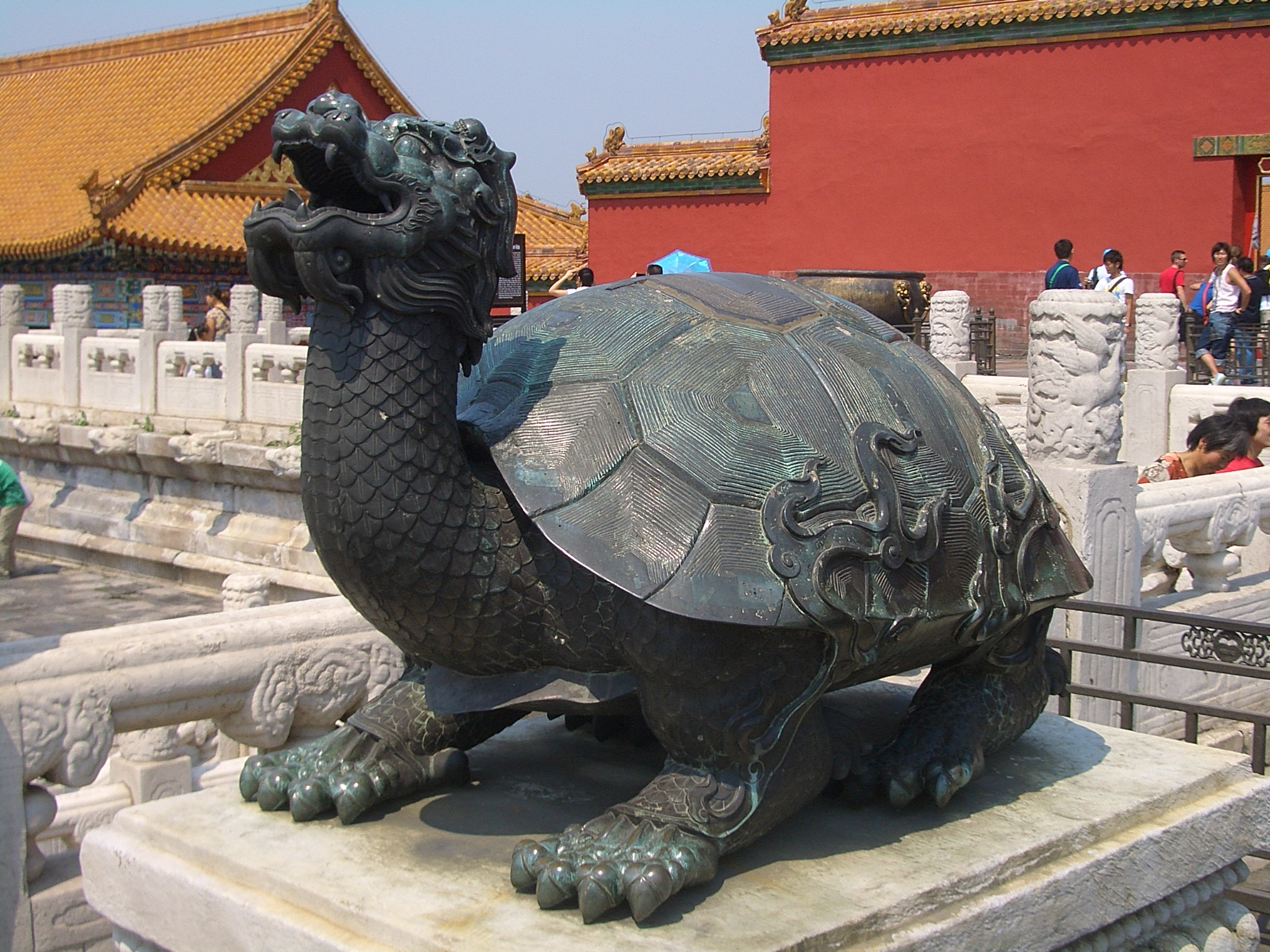
Черепаха в Забороненому місті

## Назва

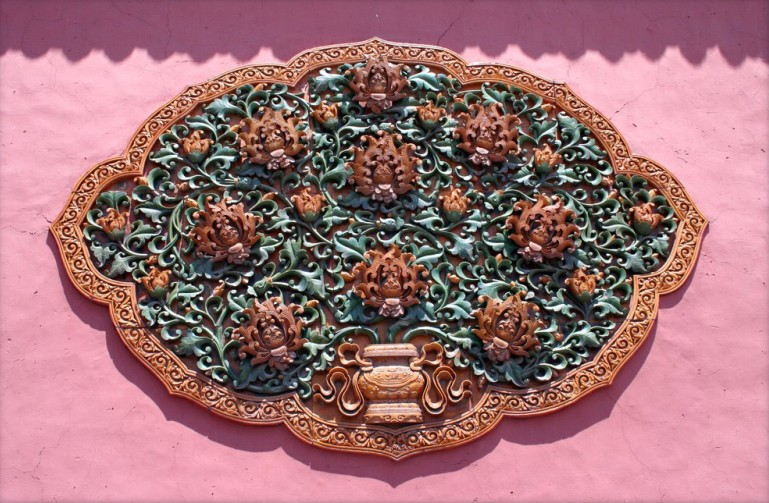
Глазурований декор будівлі

Поширена назва «Заборонене місто» є перекладом китайського назви Цзицзіньчен (Пурпурове заборонене місто). Іншою назвою, яка має таке саме походження, є «Заборонений палац». Має таку назву через обмежений доступ на територію комплексу за часів імперії.
Назва «Цзицзіньчен» багаторівнева за своїм значенням.
- Цзи, або «Пурпуровий», означає Полярну зірку, що в стародавньому Китаї називалася зіркою Цивей і в традиційній китайській астрології була небесним житлом Нефритового Імператора. Навколишня небесна область — Три огорожі (кит. спр. 紫微垣, піньїнь: Zǐwēiyuán, буквально «Вмістилище Цивей») — була сферою Небесного Імператора і його сім'ї. Заборонене місто, як резиденція земного імператора, був земним еквівалентом цієї сфери.
- Цзінь, або «Заборонене», стосувалося того факту, що ніхто не міг увійти в палац або залишити його без дозволу імператора. Заборонене місто в самому серці Пекіна було відрізане від решти міста ровами і пурпурово-червоними стінами; тільки імператор і його наближені мали право тут перебувати, а для простого люду ця частина Пекіна була недоступною (ще в XIX столітті іноземці майже ніколи там не бували, тому коли Пекін був узятий у 1900 році під час придушення Боксерського повстання, багато європейців та американці писали, як вони змогли вперше відвідати таємничий палацовий комплекс).
- Чен означає «місто»[6].

Сьогодні цей об'єкт китайською мовою відомий, найчастіше, як Ґуґун, що означає «Колишній палац».

## Історія

### Спорудження і династія Мін

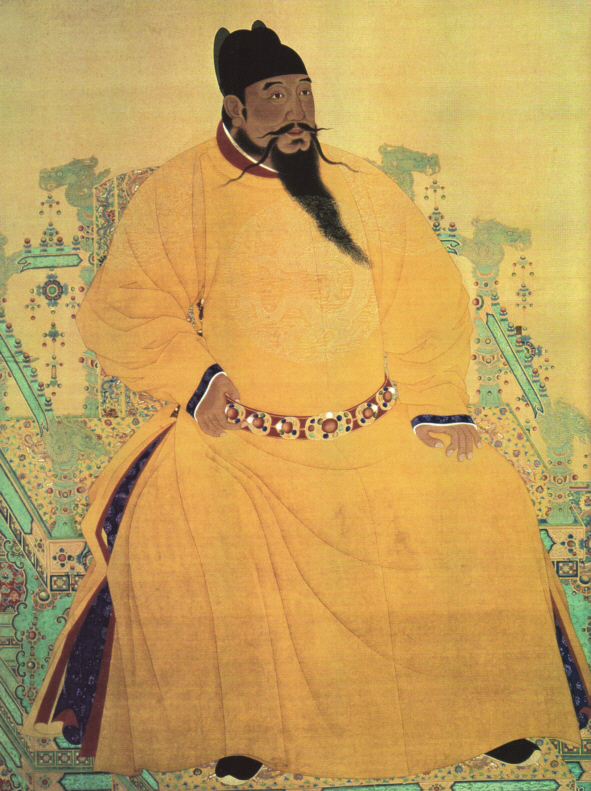
Побудувати заборонене місто наказав імператор Чжу Ді

В епоху монгольської династії Юань Заборонене місто розташовувалось на території Імперського міста. Після падіння династії Юань, імператор Чжу Юаньчжан династії Мін перемістив столицю з північного Пекіна в південний Нанкін, а у 1369 році розпорядився зрівняти палаци Юань із землею. Для свого сина Чжу Ді він винайшов титул принца Янь, з резиденцією в Пекіні. У 1402 році Чжу Ді узурпував трон і став імператором, який правив під девізом «Юнле» і готувався перенести столицю з Нанкіна до Пекіна. 1406 року за його вказівкою почалося будівництво того, що мало стати Забороненим містом. Водночас імператор розгорнув інший порівнянний за масштабами проект: будівництво комплексу даоських храмів і монастирів на горі Уданшань, який, утім, він так і не відвідав.
План Забороненого міста розробляли багато архітекторів і дизайнерів, а потім вивчало імператорське Міністерство праці, в'єтнамський євнух Ан Нгуєн, Куаї Сіань, Лу Сіань та інші.
Будівництво тривало 15 років. У його зведенні брали участь мільйон будівельників і 100 тис. інших фахівців  — майстрів  різьблення по каменю, дереву, художників, тощо. Колони найважливіших залів були виготовлені з цілісних колод дорогоцінного китайського кедра (кит. спр. 楠木, піньїнь: nánmù), який зустрічається в джунглях південно-західного Китаю. Повторити таке досягнення в наступні роки не вдалося: величезні колони, які ми бачимо сьогодні, були споруджені заново за династії Цін, з використанням безлічі частин деревини сосни. Величезні тераси й великі кам'яні різьблені орнаменти були зроблені з мармуру, видобутого в каменоломнях під Пекіном. Найбільші фрагменти неможливо було доставити звичайними засобами; замість цього, вздовж маршруту були вириті колодязі, водою з яких в розпал зими поливали дорогу. Таким чином створювався шар льоду, по якому тягли камені.
Підлоги найбільших залів були вимощені «золотою цеглою» (кит. спр. 金砖, піньїнь: jīnzhuān) з обпаленої глини, видобутої у семи повітах префектур Сучжоу і Сунцзян. Випал кожної партії займав місяці; в результаті були отримані гладкі цеглини, які при ударі видавали металевий звук. Більша частина внутрішнього мощення, яке ми бачимо сьогодні, являє собою оригінали, вік яких становить шість століть.

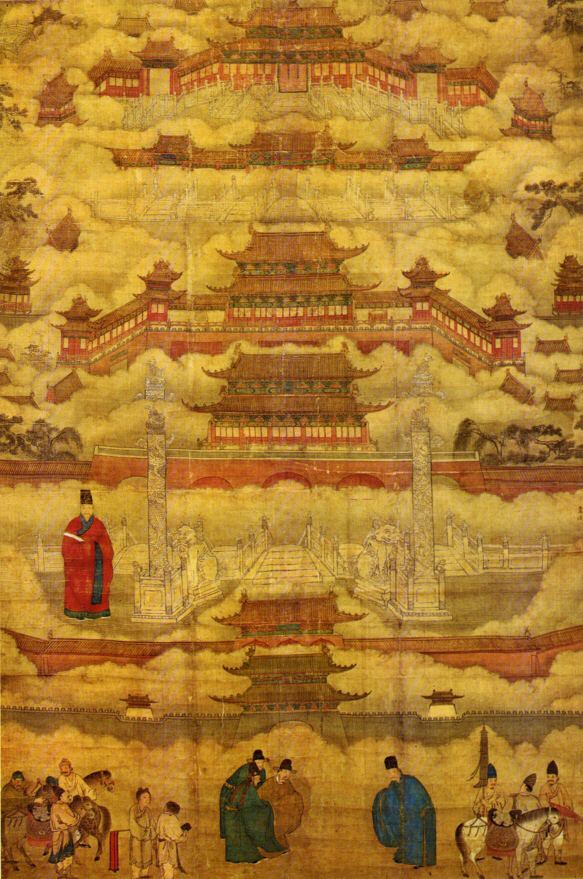
Заборонене місто, як воно зображене на малюнку епохи династії Мін

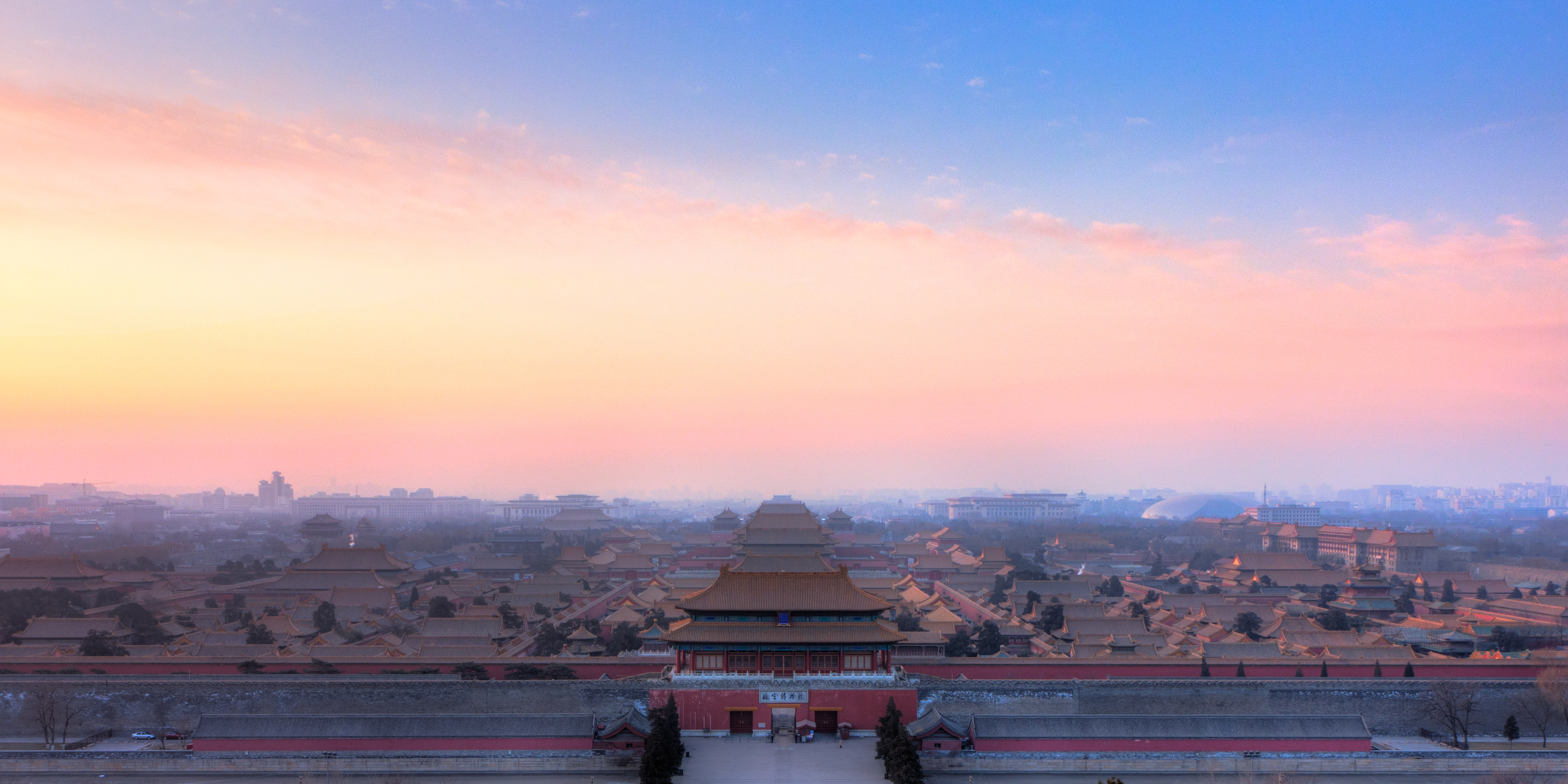
Краєвид Забороненого міста з пагорба Цзиньшань.

Ґрунт, викопаний під час спорудження рову, складали на північ від палацу, для створення штучного пагорба Цзіншань.
Ще до того, як палац закінчили, Чжу Ді переїхав да Пекіна під виглядом «мандрівника і мисливця» (巡狩): адміністративний центр імперії поступово змістився з Нанкіна в Пекін. Коли в 1420 році палац закінчили, Чжу Ді переїхав до нього, а Пекін офіційно став основною столицею імперії. Однак, не минуло й дев'яти місяців після закінчення їхнього будівництва, як три головних зали, включаючи тронну, згоріли; пройде 23 роки, перш ніж їх відновлять.
Заборонене місто володіло унікальними для свого часу характеристиками. Наприклад, у всьому величезному палацовому комплексі не знайти жодної пічної труби. Від самого початку, після спорудження, тут була влаштована система опалення, проведена під підлогою житлових будівель. Джерела тепла перебували за межами будівель, до яких були проведені підземні труби, по яких і надходило тепло. Також мешканці Забороненого міста для обігріву використовували особливі жаровні з деревним вугіллям, який при горінні не мав диму і запаху. Ці жаровні були обладнані спеціальним ковпаком, що виключав випадковий викид гарячого вугілля. Тож необхідність у пічних трубах у палаці відпадала. Така система опалення була екологічною й суттєво підвищувала протипожежну безпеку в Забороненому місті, який переважно побудований з дерева.
Від 1420 до 1644 року Заборонене місто було резиденцією династії Мін. У квітні 1644 року його захопили війська повстанців під проводом Лі Цзичена, і Чжу Юцзянь — останній імператор династії Мін — повісився на пагорбі Цзиншань. Лі Цзичен в Залі Військового величі проголосив себе імператором династії Шунь. Однак невдовзі він втік, злякавшись об'єднаних сил колишнього мінського генерала У Саньґуя і маньчжурських армій, по ходу справи спаливши частини Забороненого міста.

### Династия Цін

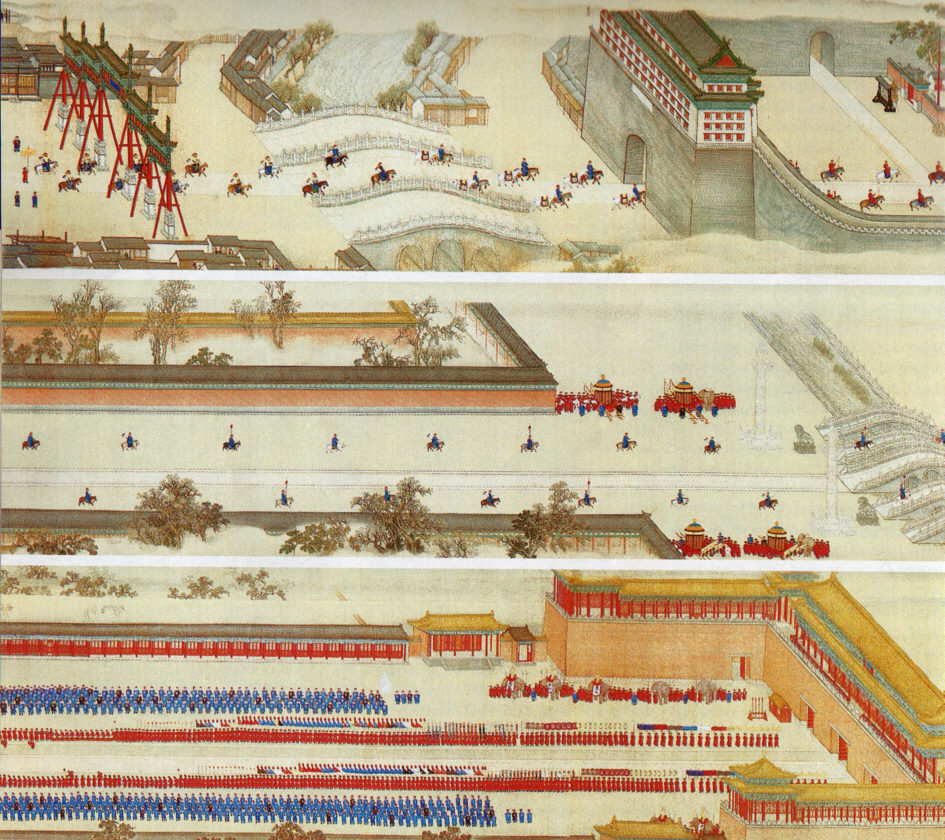
Імператор Сюаньє повертається в заборонене місто після поїздки на південь.

До жовтня 1644 року Маньчжури запанували в північному Китаї, і принц-регент Доргонь проголосив династію Цін наступницею Мін. В Забороненому місті відбулася церемонія оголошення молодого імператора Фуліня правителем всього Китаю. Правителі Цін переважно підтримували мінську структуру палацу, за винятком назв деяких ключових будівель. У назвах, присвоєних династією Мін, перевагу віддавали знаку джі (кит. трад. 極, спр. 极), який означає «перевага» або «винятковість», тоді як в нових цінських назвах мали перевагу терміни, що означають «світ» і «гармонію»; наприклад, Хуаньджидянь, «Зал Імперської величі», перейменували на Тайхедянь, «Зал Верховної гармонії».

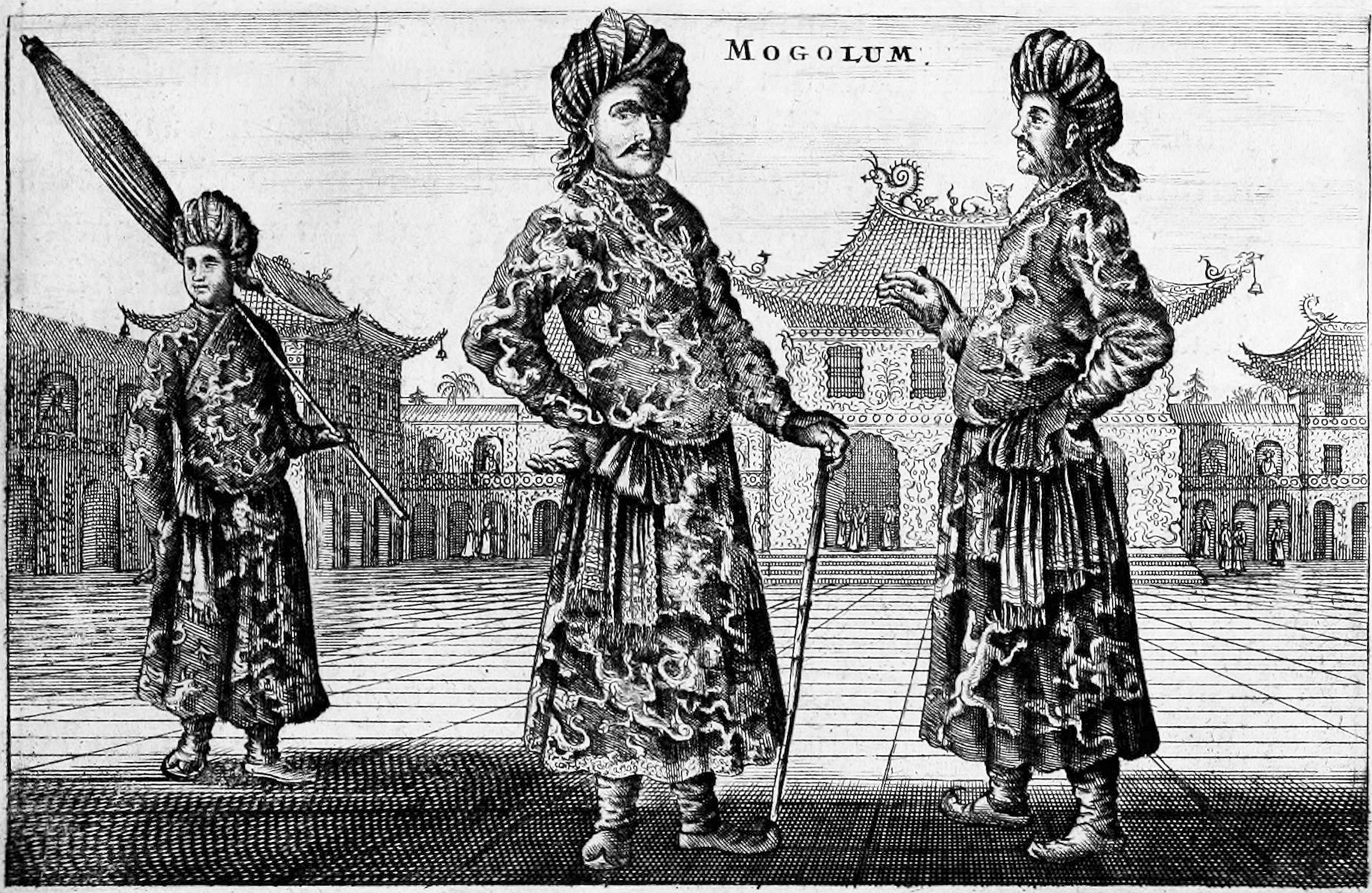
турфанська делегація в Забороненому місті (1656 рік)

Крім того, вказівники і таблички з назвами були зроблені двомовними (китайською і маньчжурською), а головна частина офіційної опочивальні імператриці, — Зала Земного спокою, — стала шаманським святилищем.
Таким чином, Заборонене місто стало центром влади династії Цін. Однак у епоху династії Цін багато імператорів навідувалися в Заборонене місто лише для формальних прийомів, проводячи велику частину часу за містом, у Літньому палаці або палаці Юаньмін'юань.

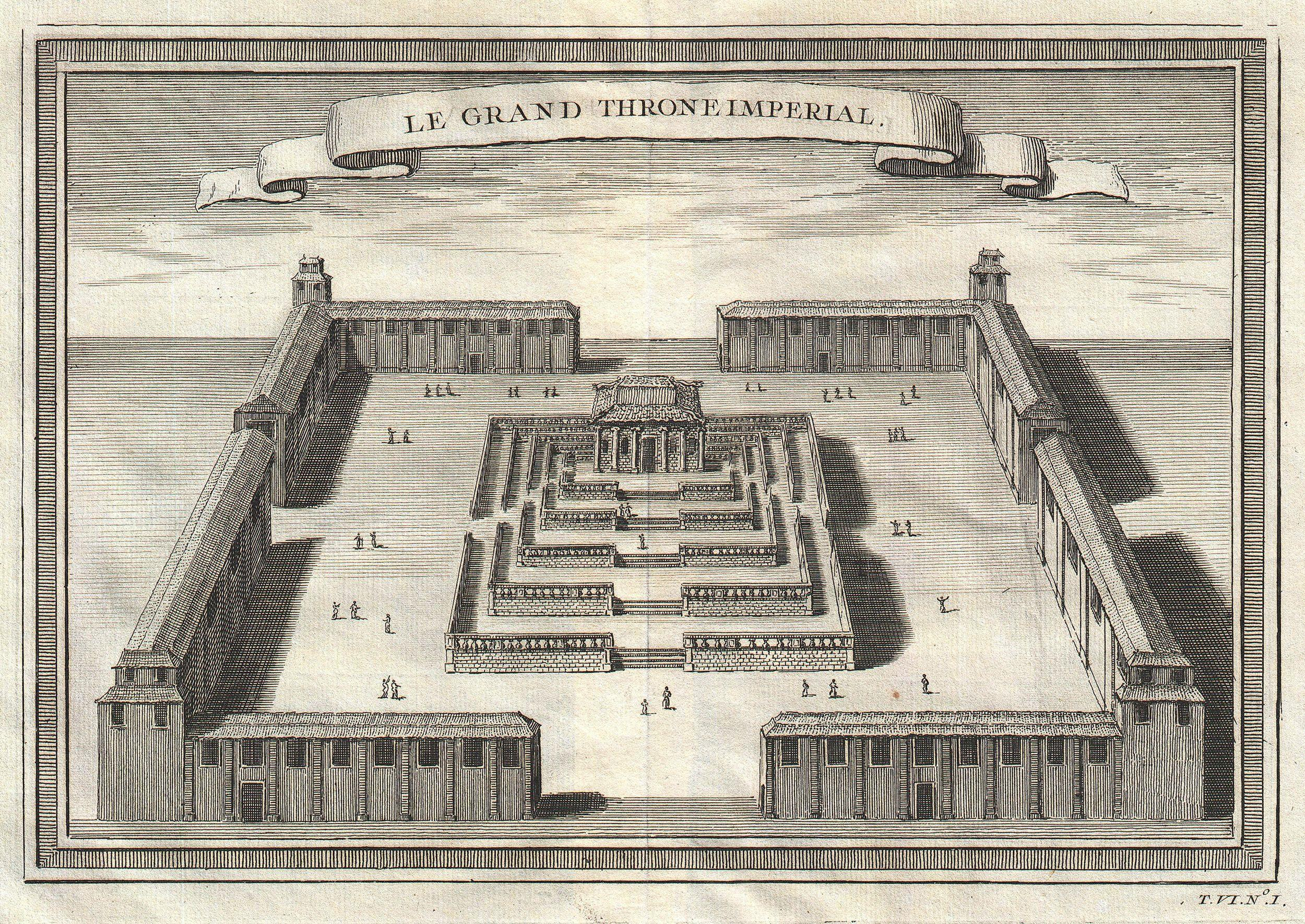
Вигляд Великої Тронної Зали в Забороненому місті, Жак-Нікола Беллін, 1756

1860 року, під час Другої опіумної війни, англо-французькі заволоділи Забороненим містом і тримали його в окупації до кінця війни. У 1900 році овдовіла імператриця Цисі втекла з забороненого міста під час Боксерського повстання, залишивши його в окупації військ держав договору до наступного року.
Під час Синьхайської революції в 1911—1912 роках останній імператор Пуї зрікся влади і Заборонене місто перестало бути політичним центром країни. Від свого заснування до останнього імператора воно було домівкою для 24-х імператорів, — чотирнадцятьом династії Мін і десятьом династії Цін. Однак, за умовами договору між імператорським домом Цін і урядом нової Республіки Китай, Пуї дозволили — фактично, наказали — мешкати всередині Забороненого міста. Пуї та його родина зберегли за собою право використовувати Внутрішній палац, тоді як Зовнішній палац передано республіканській владі. 1914 року в Зовнішньому палаці засновано музей.

### Після революції

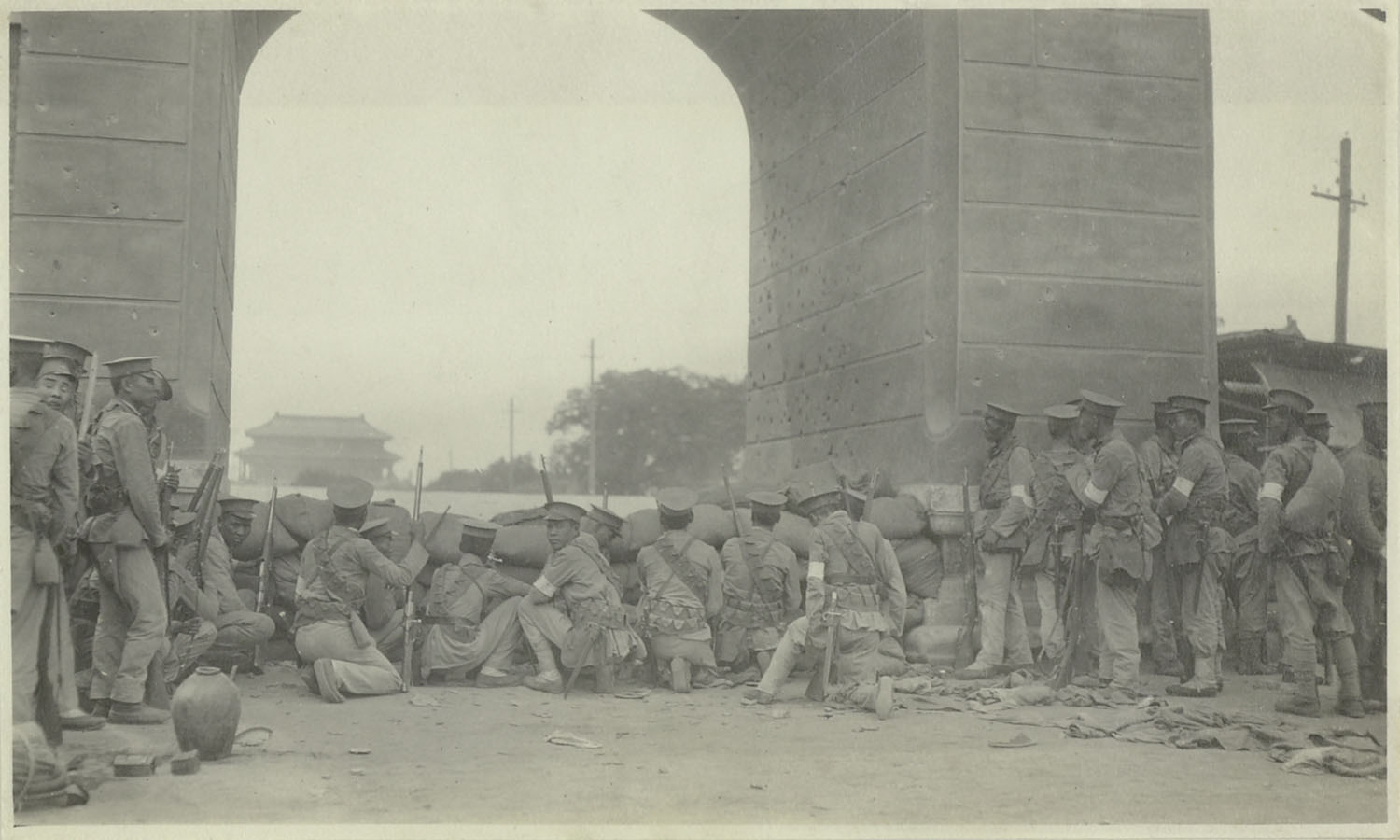
Республіканські війська ведуть бій з метою відбити Заборонене місто 12 липня 1917 року, після спроби Джанг Сана реставрувати імперію

У період Бейянського уряду Китайської Республіки зростало незадоволення перебуванням Пуї в палаці.
1923 року Реджинальд Джонстон, — вчитель англійської мови Пуї, — розповів колишньому імператорові, що євнухи потайки виносять з палацу коштовності й продають їх в антикварних магазинах. Пуї замовив аудит палацових колекцій. Перш ніж розпочався аудит, пожежа знищила сади Палацу Створюваного процвітання (建福宫), в якому зберігалася велика частина колекції творів мистецтва імператора Цянлуна<. У своїх мемуарах Пу І стверджував, що пожежу влаштували євнухи, щоб приховати свої розкрадання. Ця пожежа посилила громадське роздратування від того, що Пуї продовжує займати палац. Сади були відновлені лише у 2005 році.

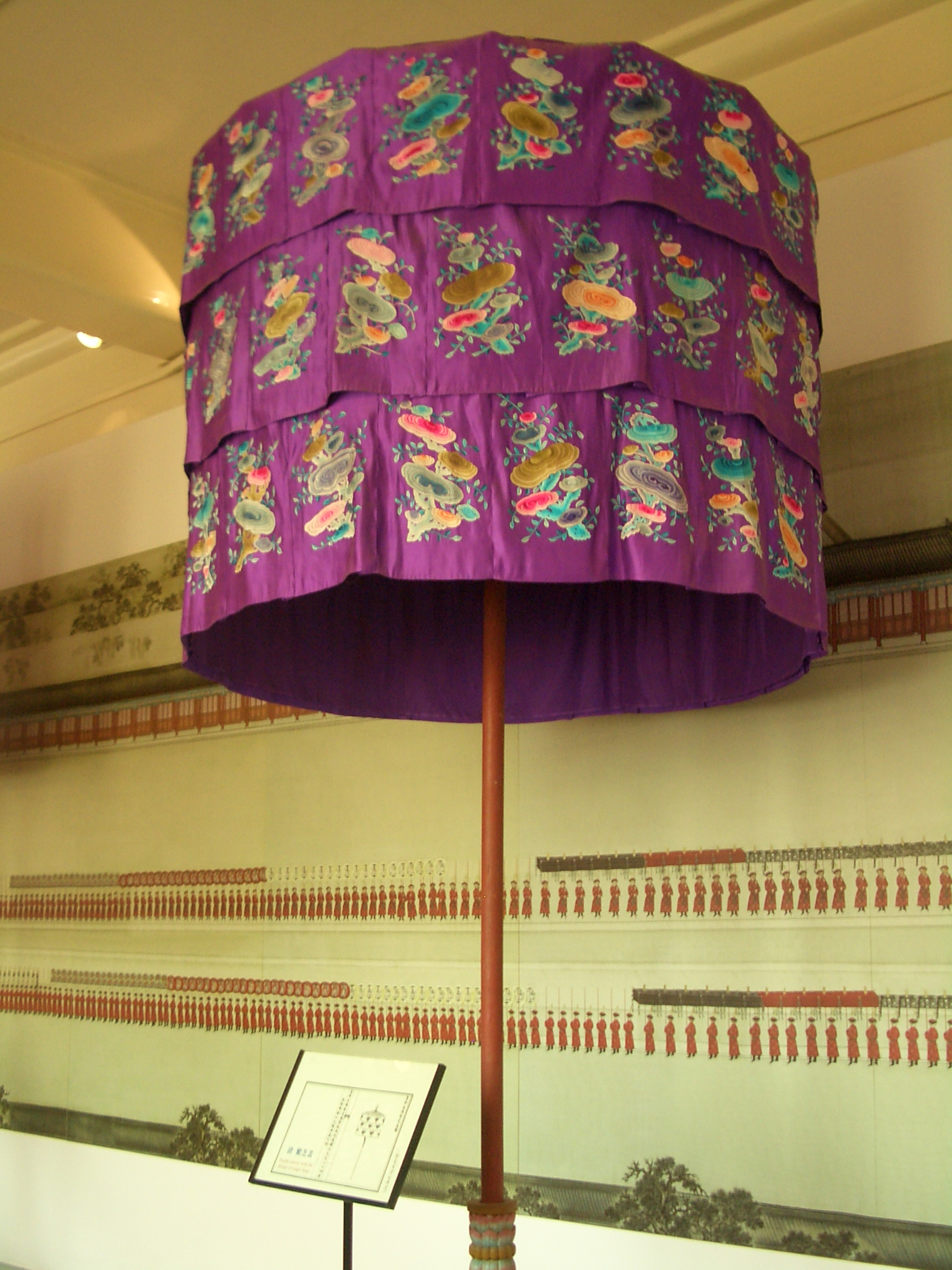
Балдахін, прикрашений чарівними грибами — лише один із сотень тисяч експонатів музею

У 1924 році в результаті путчу Пекіном заволодів генерал Фен Юсян. Денонсувавши попередню угоду з імператорським домом Цін, Фен вигнав Пуї з палацу. Велика колекція предметів мистецтва, зібрана мінськими і цінськими імператорами, перейшла в руки республіки. На їх основі 10 жовтня 1925 року (Свято двох десяток) в колишньому імператорському палаці був створений відповідно названий музей (кит. спр. 故宫博物院, піньїнь: Gùgōng Bówùyùan, акад. Ґуґун Боуюань, буквально «Музей „Колишній імператорський палац“»), часто відомий і іншими мовами під назвою Музей «Ґуґун». (Втім, музей мав набагато меншого попередника, розміщеного в одному з будинків палацу — Залі Бойової слави («До») (кит.: 武英殿, Уїндянь) — вже 1914 року). Велика кількість коштовностей і цікавих артефактів, які там перебували,  були поступово каталогізовані (близько 1,17 мільйона одиниць зберігання за даними опису 1925 року) і виставлені на огляд публіки.
Однак невдовзі, 1933 року, японське вторгнення в Китай змусило евакуювати ці багатства з Забороненого міста. 111 549 одиниць зберігання, зокрема важливі артефакти та імператорські трони, вирушили в Нанкін, а потім у Шанхай. Однак, невдовзі японські війська почали загрожувати Шанхаю. Виконавча Рада ухвалила рішення евакуювати колекцію на далекий захід. Артефакти розділили на три партії. Одну відправили північним маршрутом в напрямку Шеньсі. Інша вирушила по Янцзи на південний захід країни, в напрямку Сичуаня і Ґуйчжоу. Останню партію повезли на південь, у напрямку Ґуансі. Швидкість японського наступу змусила, щоб уникнути бомбардування і захоплення, пересувати артефакти швидко, час від часу приймаючи рішення лише за годину до відправлення. Зрештою, все три колекції опинились у відносній безпеці в Сичуані, де вони залишались до кінця війни.
Тим часом японська армія захопила Заборонене місто в Пекіні. Багато співробітники музею залишалися в Пекіні всю війну, і або через їхню присутність, або через повагу японської влади до колишнього хазяїна палацу (який став імператором прояпонської Маньчжурської держави), частина колекції, яка залишалася під час війни в Пекіні, також вціліла. Японська армія змогла вивезти лише кілька великих бронзових чанів і фрагменти гармати. Велику частину цих трофеїв після війни виявили в Тяньцзіні.
1945 року — наприкінці Другої світової війни, після перемоги над Японією і закінчення громадянської війни — артефакти перевезено назад у Нанкін і Пекін. Дивним чином жоден з них не був пошкоджений і не загубився. Колекції музею в пекінському Забороненому місті відтоді розширювалися за рахунок передачі експонатів з інших музеїв країни та з інших джерел.

### Палацовий музей на Тайвані
Наприкінці 1940-х років, після поразки гоміньдану в громадянській війні в Китаї, Чан Кайші наказав перевезти артефакти музею «Ґуґун» із Забороненого міста і Національного музею в Нанкіні на Тайвань. У міру розвитку подій, жодних артефактів з Пекіна ніхто не відправляв; однак багато з найкращих колекцій, що зберігались у Нанкіні (2972 ящики з 13427), були переведені на Тайвань, де вони стали серцевиною Національного палацу-музею в Тайбеї.
Внаслідок покращення стосунків між КНР і Тайванем у XXI столітті з'явилась можливість для контактів між пікінським і тайбейським музеями «Ґуґун». Починаючи з 2009 року в Тайбеї відбулася низка важливих спільних експозицій з предметами з обох (пекінської і тайбейської) колекцій. Однак Тайбей до Пекіна для виставок надсилає лише фотографії та відеозаписи, але не оригінали експонатів, через неврегульованість їхнього правового статусу: тайванська сторона не впевнена в тому, що влада КНР дозволить повернути ці експонати назад.

### За Китайської Народної Республіки
1949 року в Брамі небесного спокою — прямо навпроти Забороненого міста — проголошено Китайську Народну Республіку. Упродовж наступних двох десятиліть звучали різні пропозиції — зрівняти з землею або реконструювати Заборонене місто, щоб розбити громадський парк, побудувати транспортну розв'язку або «розважальні об'єкти».
У цей період Заборонене місто зазнало деякої шкоди, включаючи розібрання трону в залі центральної (повної) гармонії, зняття табличок з назвами з кількох будівель і садів, і руйнування деяких невеликих воріт і будівель.
Пік шкоди припав на період Культурної революції. 1966 року модифіковано Залу Поклоніння предкам і зруйновано деякі артефакти — заради виставки революційних грязьових скульптур. Однак подальшого руйнування вдалося запобігти завдяки втручанню Прем'єра Чжоу Еньлая, який надіслав армійський батальйон охороняти місто. Ці війська також запобігли розграбуванню палацу Червоною Гвардією, яка прямувала на штурм і зруйнування «Чотирьох пережитків». Від 1966 до 1971 року всі ворота в Заборонене місто були запечатані, щоб врятувати його від подальшого руйнування.
У 1987 році ЮНЕСКО оголосила Заборонене місто об'єктом Всесвітньої спадщини під назвою «Імператорський палац династій Мін і Цін». 2004 року до цього додали Мукденський палац у Шеньяні, у зв'язку з його важливою роллю у розвитку китайської архітектури і культури. Після цього комплекс має назву «Імператорські палаци династій Мін і Цін у Пекіні та Шеньяні».
Попри зусилля, прикладені для запобігання комерціалізації палацу, існує певна кількість комерційних підприємств — таких, як сувенірні магазини і фотографічні кіоски. Ці комерційні підприємства часто ставали предметом суперечок. Кав'ярня Starbucks, що відкрилася у 2000 році, спровокувала протести і зрештою 13 липня 2007 року її закрили. Китайські ЗМІ відзначили також кілька сувенірних магазинів, які 2006 року відмовилися прийняти громадян Китаю. Згідно з повідомленням, метою було збереження атмосфери, в якій іноземці могли ставати жертвами роздування цін. Згодом деякі коментатори — як, наприклад, впливовий ведучий Phoenix TV Лукіу Лювей — піддали сумніву саму практику здачі в оренду ділянок у Забороненому місті для роздрібної торгівлі.
2005 року корпорація IBM і Палацовий музей анонсували спільний проект створення на базі Інтернету віртуальної моделі Забороненого міста та асоційованих з ним об'єктів у Пекіні. У 2008 році цей мережевий проект культурної спадщини побачив світ під назвою Заборонене місто: Поза простором і часом. Він реалізований як англійською, так і китайською мовами. Віртуальне Заборонене місто містить близько 800 будівель і являє собою інтерактивні тривимірні моделі будівель Забороненого міста і культурних артефактів.

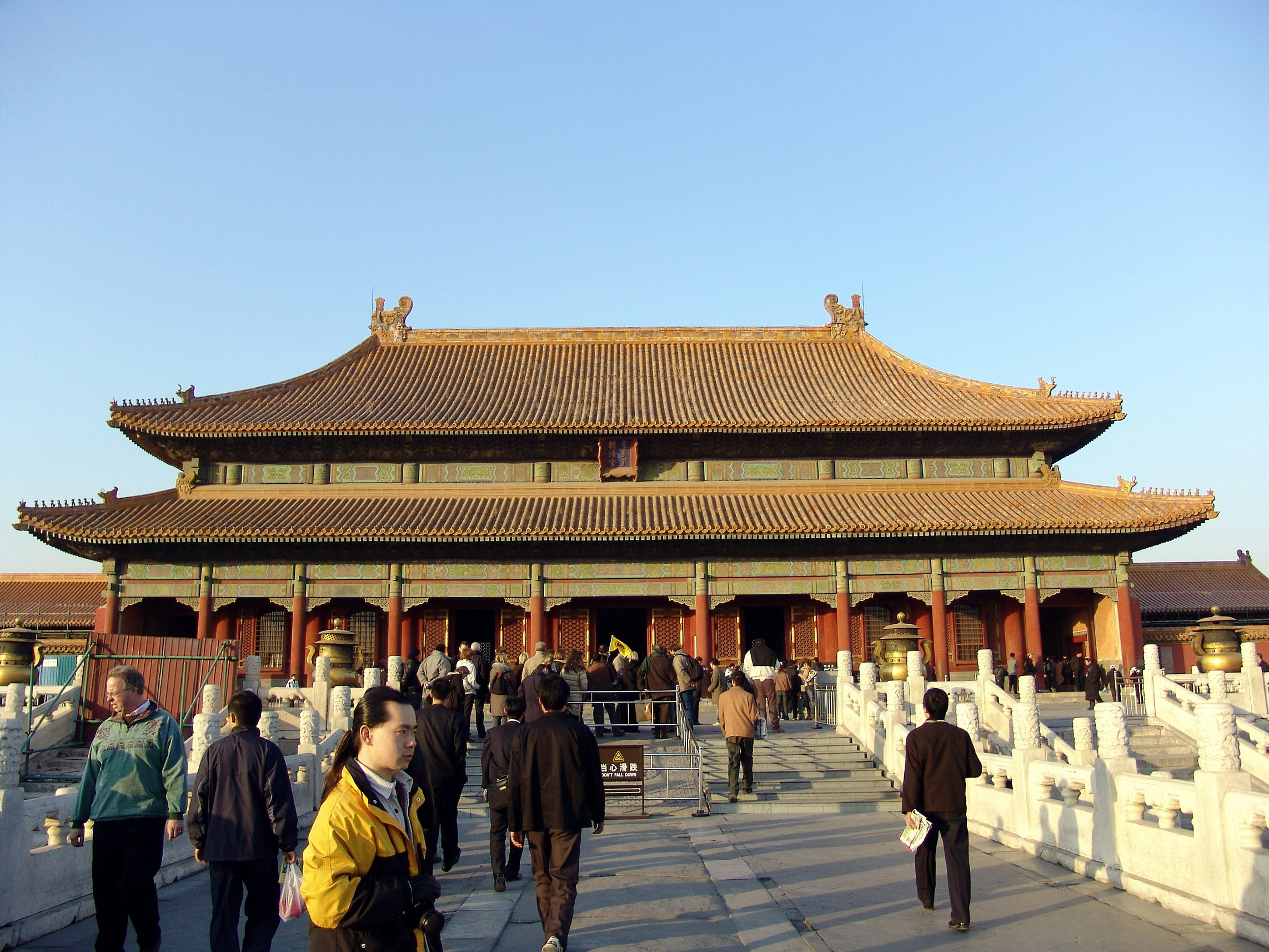
Туристи в Палацовому музеї

На початку XXI століття палацовий комплекс є однією з головних туристичних принад Пекіна. Заборонене місто щорічно відвідують близько 7 мільйонів осіб; влітку кількість туристів досягає 77 тисяч на день. Відповідальність за збереження і реставрацію Забороненого міста несе Палацовий музей. Обмежена висота будівель, які розташовані навколо нього. 2005 року почався розрахований на шістнадцять років проект з ремонту та реставрації всіх будівель Забороненого міста, з метою їх повернення до стану, який був до 1912 року. Ця реставрація — найбільша з усіх зроблених за два століття; вона передбачає почергове закриття ділянок Забороненого міста для проведення оцінки, ремонту та реставрації. Деякі закинуті або зруйновані ділянки перебудовуються, що також є складовою проекту. Сади Палацу Створюваного Процвітання, зруйновані пожежею в 1923 році, поновлено 2005 року, проте вони залишаються закритими для публіки. Крім того, в іншому стилі був спроектований інтер'єр, а будівлі використовуються для проведення візитів державних діячів.

## Опис

### Планування
| A. Ворота Умень. Б. Ворота Шеньумень. В. Ворота Сіхуамень. Г. Ворота Дунхуамень. Д. Вартові вежі. Е. Ворота Тайхемень. Ж. Павільйон Тайхедянь. З. Павільйон Чжунхедянь. И. Павільйон Баохедянь. К. Флігель Уїндянь. | Л. Флігель Веньхуадянь. М. Сад Цинін. Н. Наньсаньсо. О. Палац Цяньцінгун. П. Палац Цзяотайдянь. Р. Палац Куньнінгун. С. Імператорський сад. Т. Павільйон Янсіньдянь. У. Палац Ніншоугун. |

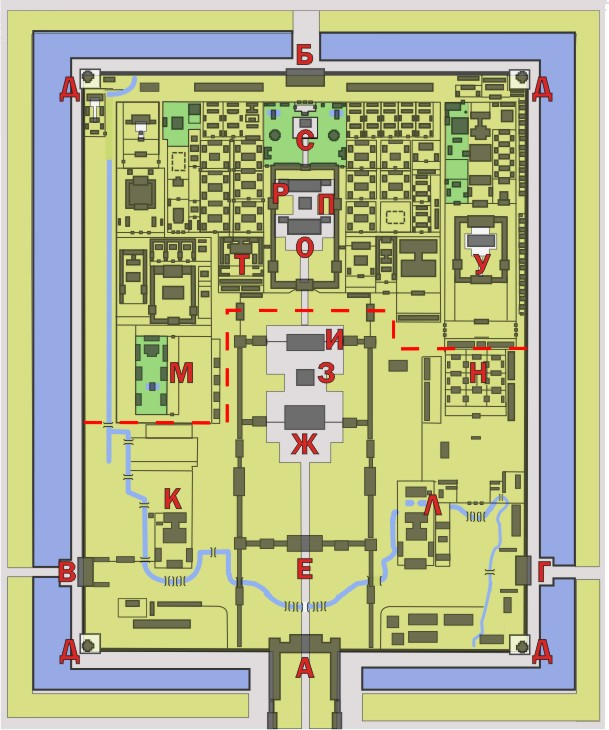
План Забороненого міста.
----
- — - Приблизна розмежувальна лінія між Внутрішнім палацом (північ) і Зовнішнім палацом (південь) Забороненого міста.
----
A. Ворота Умень.
Б. Ворота Шеньумень.
В. Ворота Сіхуамень.
Г. Ворота Дунхуамень.
Д. Вартові вежі.
Е. Ворота Тайхемень.
Ж. Павільйон Тайхедянь.
З. Павільйон Чжунхедянь.
И. Павільйон Баохедянь.
К. Флігель Уїндянь.
Л. Флігель Веньхуадянь.
М. Сад Цинін.
Н. Наньсаньсо.
О. Палац Цяньцінгун.
П. Палац Цзяотайдянь.
Р. Палац Куньнінгун.
С. Імператорський сад.
Т. Павільйон Янсіньдянь.
У. Палац Ніншоугун.

Заборонене місто являє собою прямокутник з довжинами сторін 961 метр (з півночі на південь) на 753 метри (зі сходу на захід). Він складається з 980 збережених будівель з 8886 «бухтами» кімнат (хоча до цього числа можуть не входити різні вестибюлі). Також часто зустрічається оцінка 9999 кімнат, включаючи вестибюлі; хоча це число часто цитують, його не підтверджують дані досліджень і, швидше за все, являє собою усну традицію. Загалом Заборонене місто має три вертикальні осі; найважливіші будівлі розташовані на центральній осі «північ-південь».
Заборонене місто було спроектоване так, щоб бути центром стародавнього Пекіна. Воно розташоване усередині більшої, оточеної мурами, області, яка має назву Імперське місто. Імперське місто, у свою чергу, розміщене всередині Внутрішнього міста; на південь від останнього розташоване Зовнішнє місто.
Заборонене місто продовжує відігравати важливу роль у міській схемі Пекіна. Центральний вектор «північ-південь» залишається центральною віссю міста; ця вісь продовжується на південь через Ворота Небесного Спокою до площі Тяньаньмень, церемоніального центру Китайської Народної Республіки, і далі до Йонгдінгмень. На північ вона продовжується через пагорб Цзіншань до Дзвонової та Барабанної веж. Ця вісь не орієнтована строго з півночі на південь, але зміщена — трохи більш як на два градуси. Станом на 2005 рік дослідники вважали, що вісь спроектували в епоху династії Юань таким чином, щоб вона була розташована на одній лінії з Ксанаду — іншою столицею їхньої імперії.
Заборонене місто традиційно поділене на дві частини. Зовнішній палац (кит. спр. 外朝, Вайчен), або Передній палац (кит. спр. 前朝), включає південні ділянки, і використовувався для церемоніальних потреб. Внутрішній палац (кит. спр. 内廷, Нейтін), або Задній палац (кит. спр. 后宫), включає північні ділянки, був резиденцією імператора і його сім'ї і був призначений для заняття повсякденними державними справами.

### Стіни та ворота

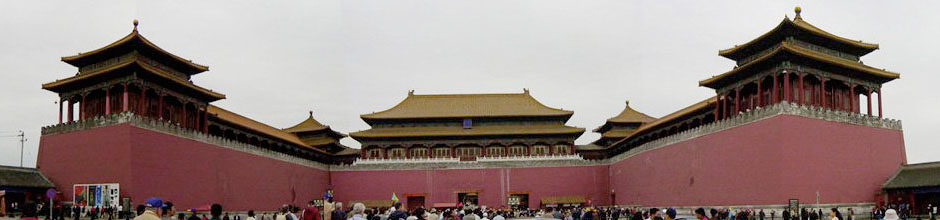
Меридіанні (Полуденні) ворота — центральний вхід в Заборонене місто — з двома крилами, що виступають вперед

Заборонене місто оточене стіною завдовжки 3400 метрів і заввишки 7,9 метра, і ровом завглибшки 6 метрів і завширшки 52 метри. Ширина стін біля основи становить 8,62 метра, до вершини вони сходяться до 6,66 метрів. Ці стіни були як оборонними, так і підтримувальними стінами палацу. В їхній основі утрамбована земля, яка з обох боків покрита трьома шарами спеціально обпаленої цегли, проміжки між якими заповнені вапняним розчином.

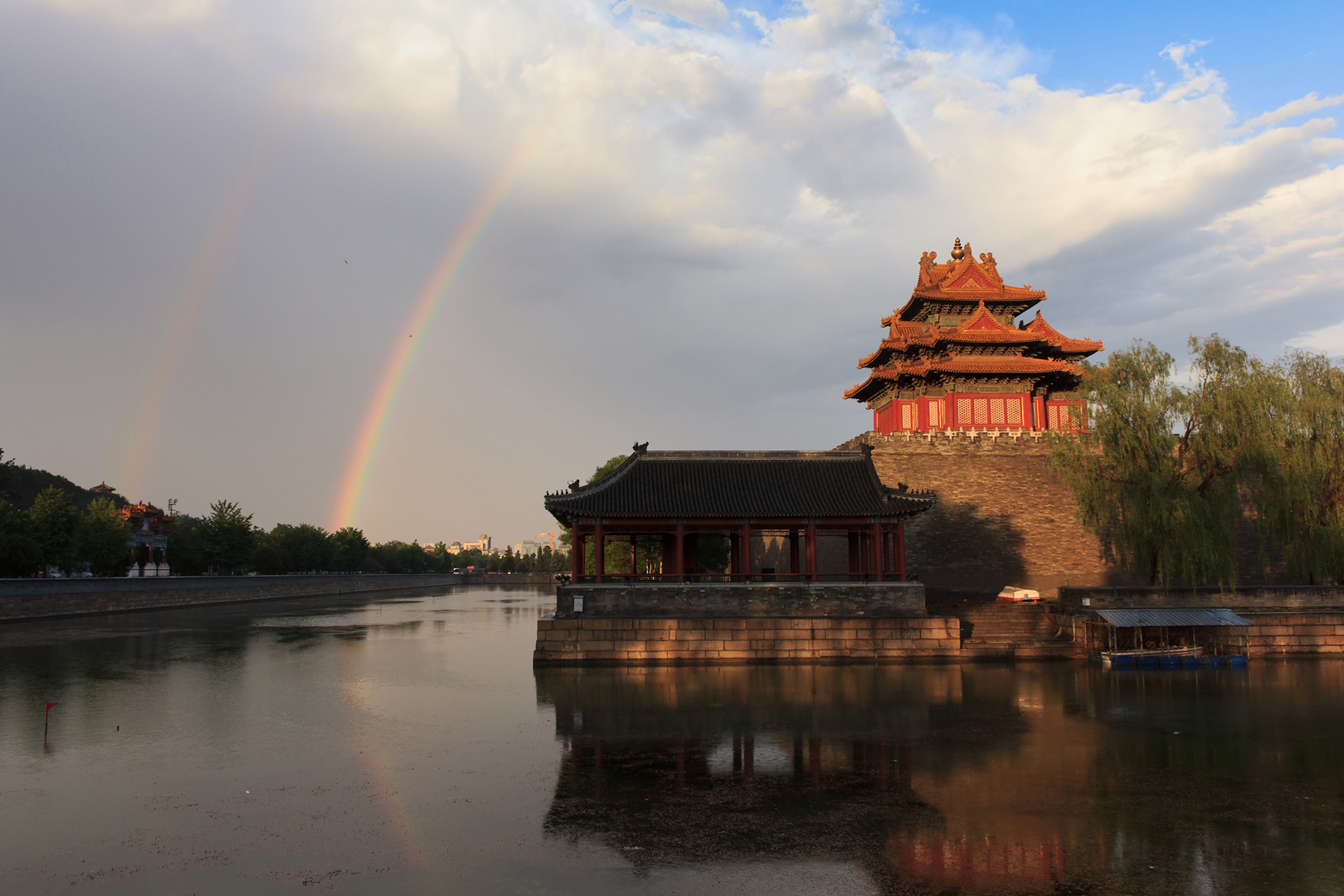
Вежа північно-західного кута Забороненого міста з подвійною веселкою

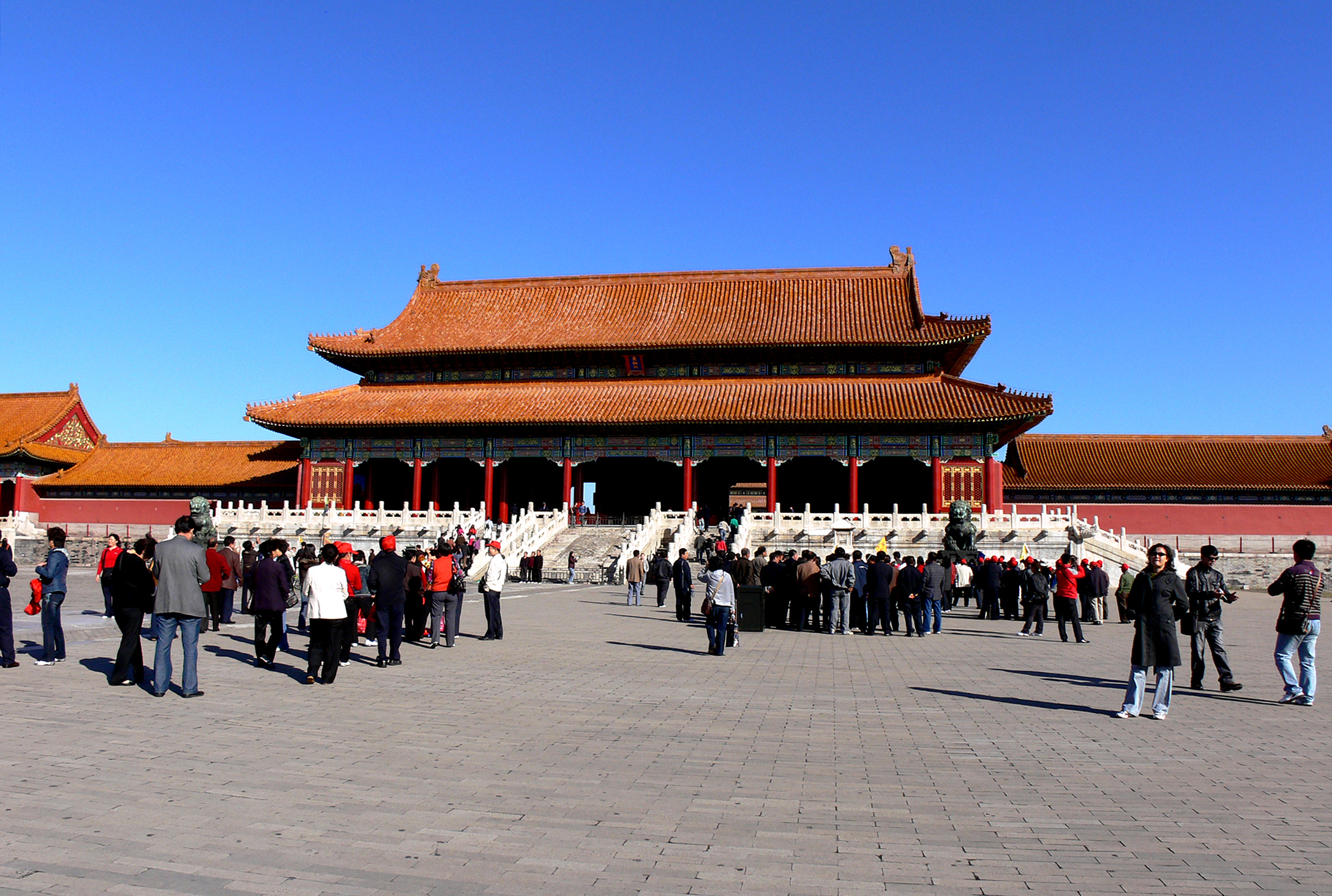
Ворота Верховної гармонії

На чотирьох кутах стіни розміщені вежі, хитромудрі дахи яких прикрашені 72-ма ребрами (відтворюючи Павільйон принца Тенга і Павільйон Жовтого Журавля, як вони зображені на картинах епохи династії Сун). Для простолюдинів, що мешкають поза стінами, ці вежі є найпомітнішими компонентами палацу, і з ними пов'язано багато народних переказів. Згідно з однією легендою, майстрам не вдалося знову зібрати кутову вежу після того, як її розібрали для ремонту в ранній період династії Цін, і вона була відновлена лише після втручання безсмертного тесляра Лу Баня.

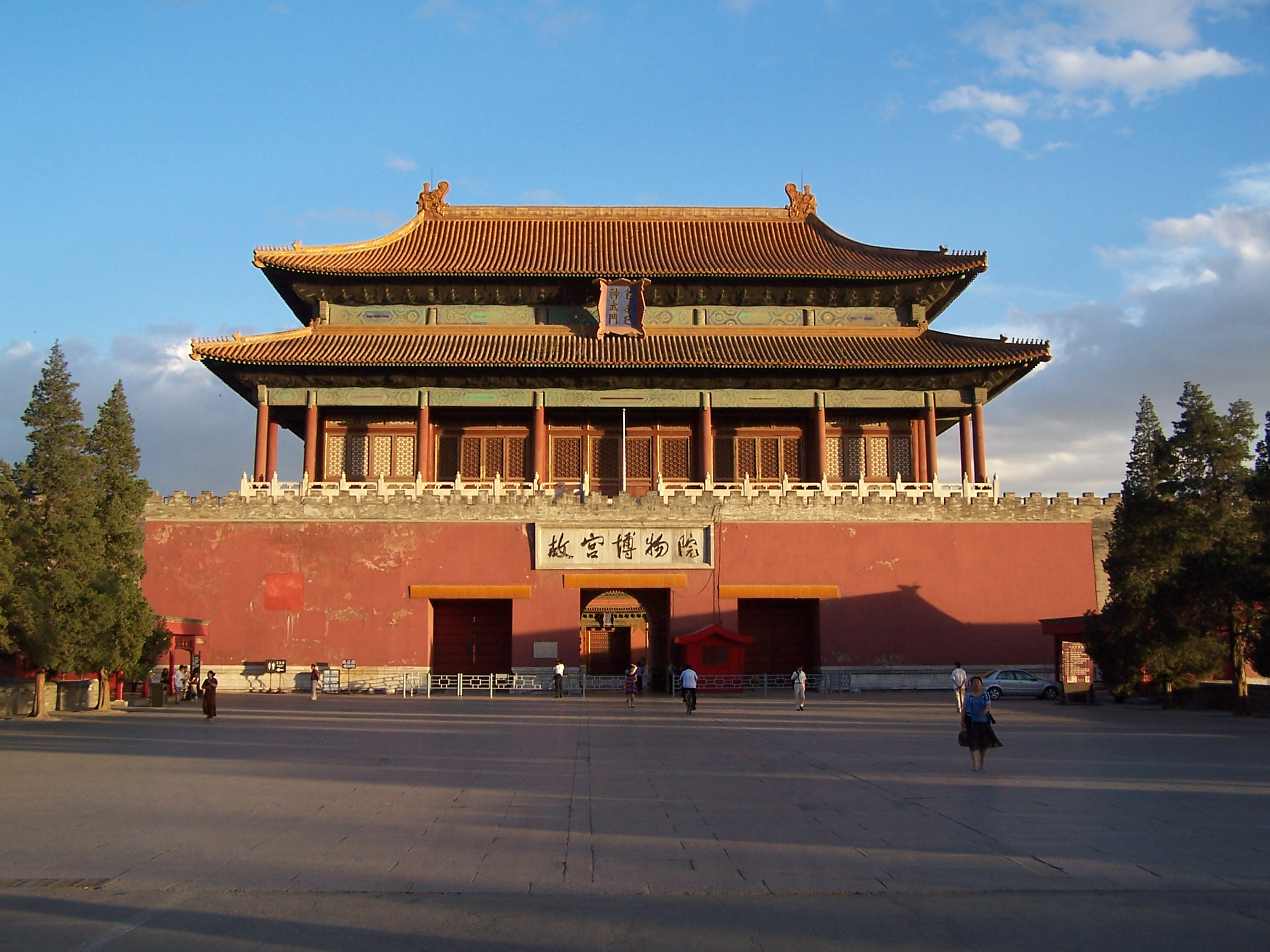
Ворота Божественної могутності (північні ворота). На нижній табличці написано: «Палацовий музей»

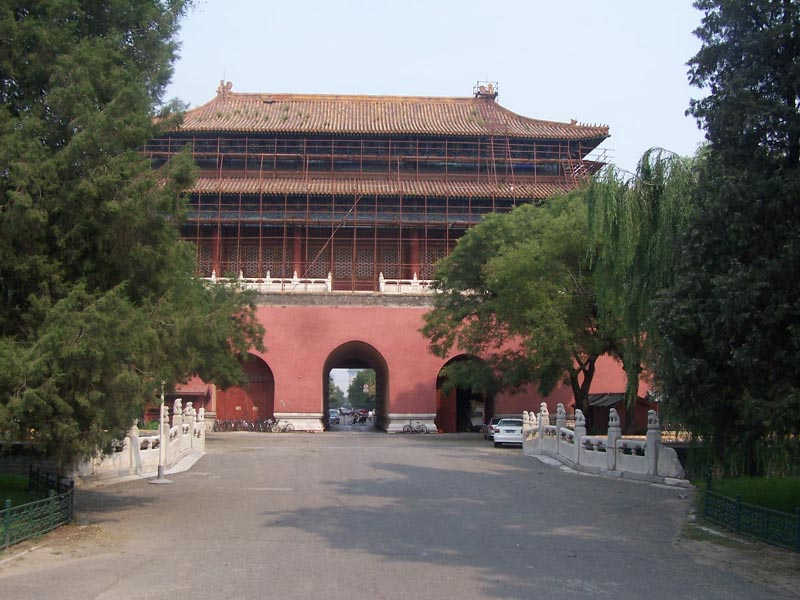
Східні Ворота слави під час ремонтних робіт, у період 16-річного реставраційного процесу.

Стіни з кожного боку забезпечені воротами. У південній стіні розташовані головні, Меридіанні (Полуденні) ворота («А» на схемі) (кит.: 午門, Умень). (З площі Тяньаньмень у Заборонене місто ведуть Ворота Небесного Спокою, однак з технічного погляду вони не є її частиною; це — ворота Імперського міста). Від Меридіанних воріт відходять два крила, що виступають вперед, які разом з самими воротами формують три сторони розташованої перед ними площі (площа Умень, або Меридіанних воріт). Ворота обладнані п'ятьма проходами. Центральний прохід є частиною Імператорського шляху — вимощеної каменем дороги, яка формує центральну вісь Забороненого міста і всього стародавнього Пекіна, і веде від Воріт Китаю на півдні аж до самого Цзіншаня на півночі. Імператорським шляхом може ходити або їздити лише імператор (імператриця — з нагоди свого одруження — і студенти, які успішно склали Імператорський іспит.
На півночі розташовані Ворота Божественної Могутності (або Військової Доблесті) («Б») (кит.: 神武门, Шеньумень), що виходять на парк Цзіншань. Східні та західні ворота називаються «Східні Ворота Слави» (кит.: 东华门, Дунхуамень) і «Західні Ворота Слави» (кит.: 西华门, Сіхуамень). Всі ворота Забороненого міста декоровані дев'ятьма рядами по дев'ять золотих цвяхів — за винятком Східних Воріт Слави, які прикрашені лише вісьмома рядами.

### Зовнішній палац, або Південний сектор

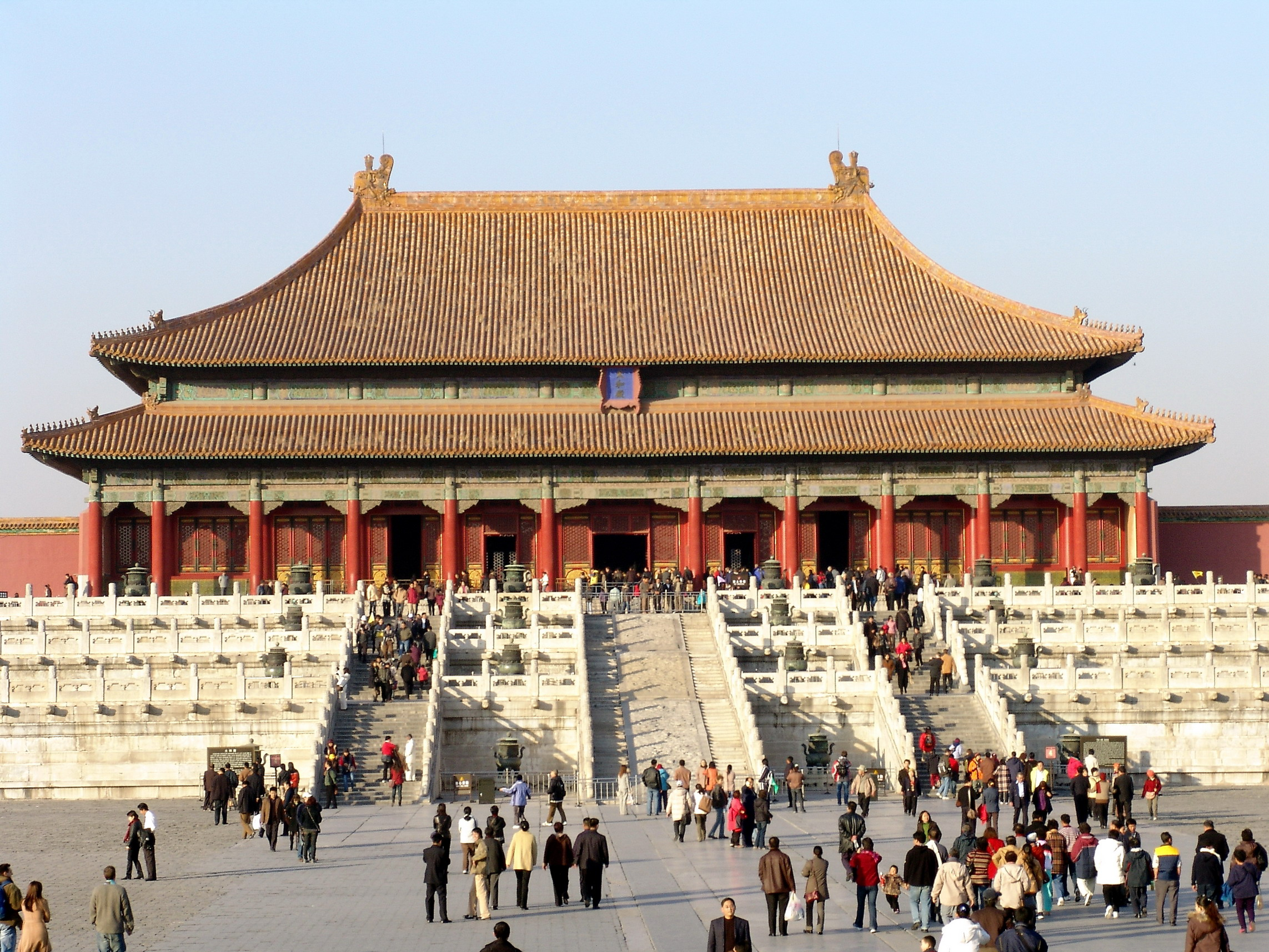
Зала Верховної гармонії

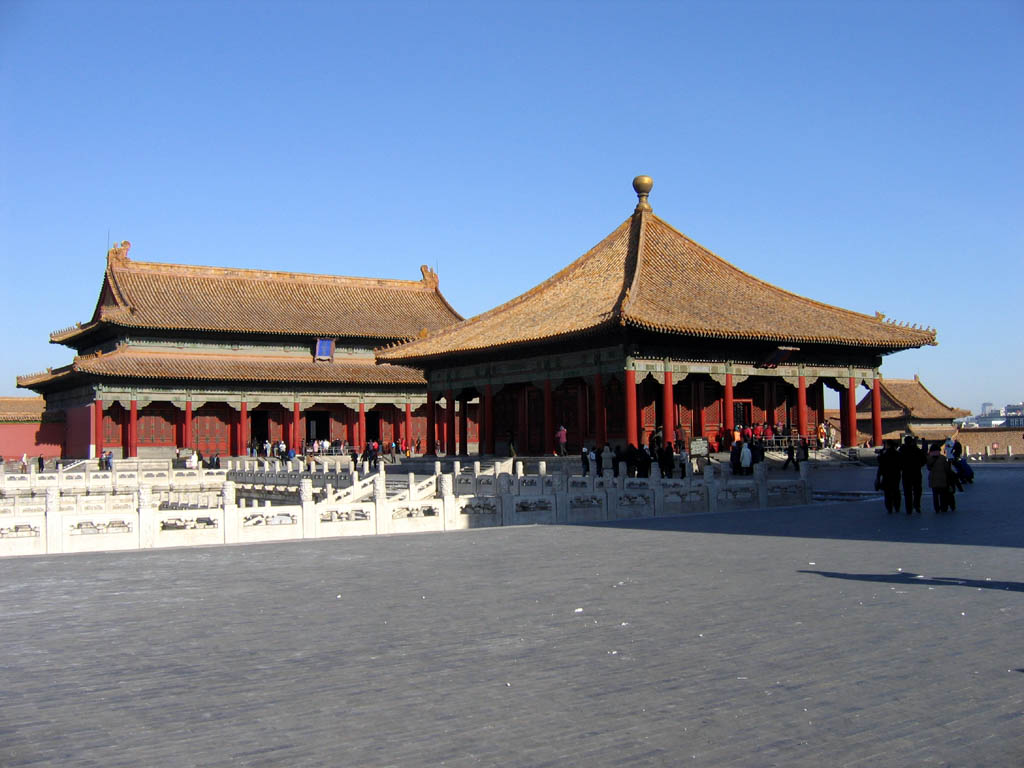
Зала Центральної (Повної) гармонії (передній план) і Зала Збереження гармонії

Пройшовши через Меридіанні (Полуденні) ворота, відвідувач потрапляє на велику площу, пронизану звивистою Внутрішньої Річкою Золотої Води, через яку перекинуто п'ять мостів. За площею підносяться Ворота Верховної гармонії. За ними розташована площа Зали Верховної гармонії. З цієї площі піднімається триярусна тераса з білого мармуру. На вершині цієї тераси розташовані три зали — серцевина палацового комплексу. Це — в напрямку з півдня на північ — Зала вищої гармонії («Ж») (кит.: 太和殿, Тайхедянь), Зала Центральної (Повної) гармонії («З») (кит.: 中和殿, Чжунхедянь) і Зала Збереження гармонії («І») (кит.: 保和殿, Баохедянь). Це основні приміщення Зовнішнього палацу, де імператор виконував свої державні функції.

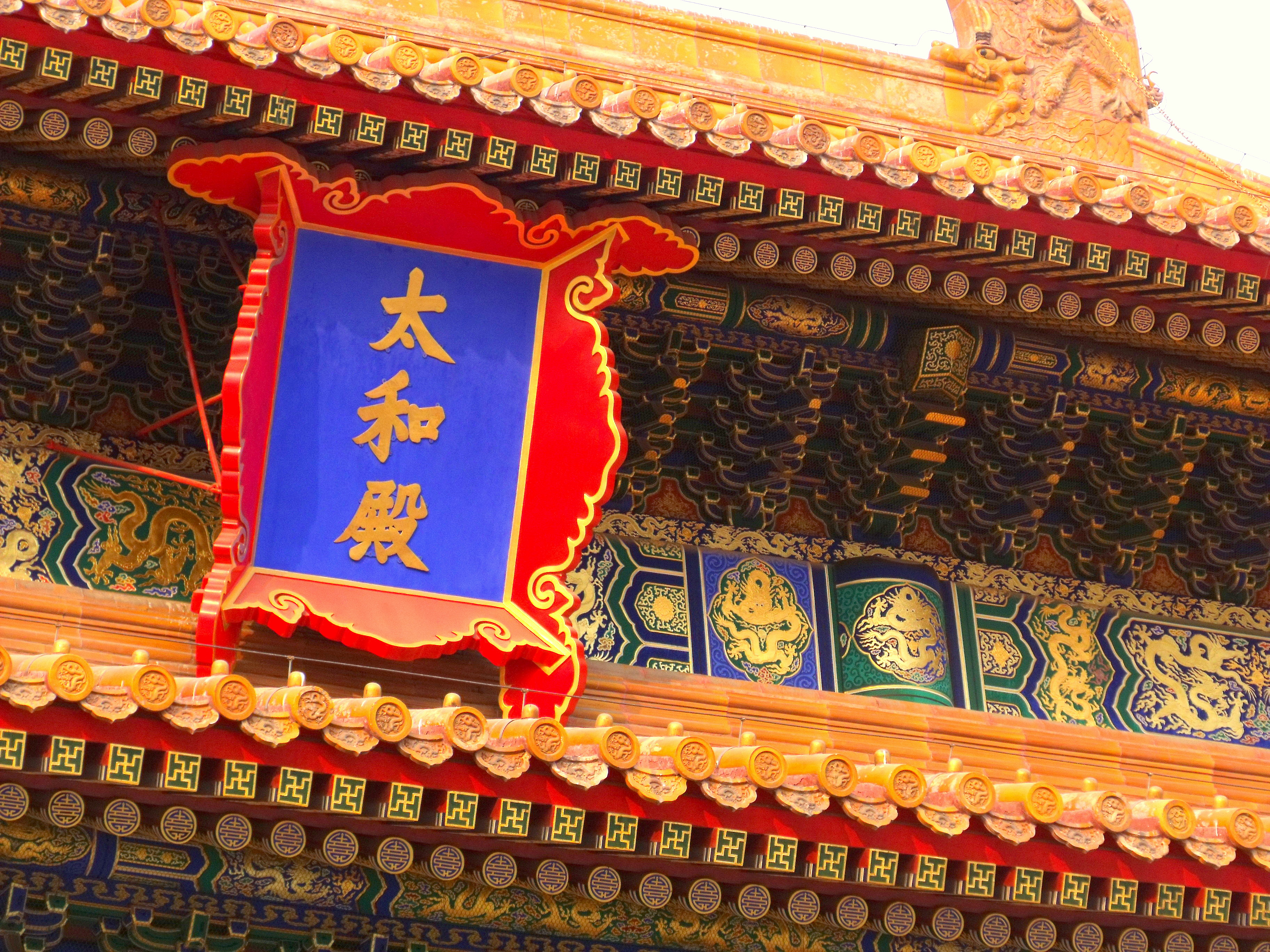
Вказівник Зали Верховної гармонії

Зала Верховної гармонії є найбільшою, і піднімається приблизно на 30 метрів над рівнем навколишньої площі. Це — церемоніальний центр імперської влади, і найбільша дерев'яна структура, що збереглась, в Китаї. Вона становить дев'ять «бухт» завширшки і п'ять завглибшки — цифри 9 і 5 символічно пов'язані з величчю імператора. У стелю в центрі зали вмонтований хитромудрий кесон, декорований звивистим драконом, з рота якого вилітає група металевих куль у формі канделябра, що має назву «Дзеркало Жовтого імператора». В епоху династії Мін імператор збирав тут двір для обговорення державних справ. Оскільки у період династії Цін імператор збирав двір набагато частіше, то замість Зали Верховної гармонії використовувалося менш манірне приміщення, а ця зала була призначена лише для церемоніальних ситуацій — таких, як коронації, інвеститури та імператорські весілля.
Зала Центральної (Повної) гармонії — менша, квадратної форми, імператор використовував її для підготовки і відпочинку до і під час церемоній. Зала Збереження гармонії, яка розташована позаду неї, слугувала для репетиції церемоній, а також була місцем проведення фінального етапу імператорського іспиту. У всіх трьох залах представлені імператорські трони, найбільший і ретельно оформлений з яких — трон в Залі Верховної гармонії.

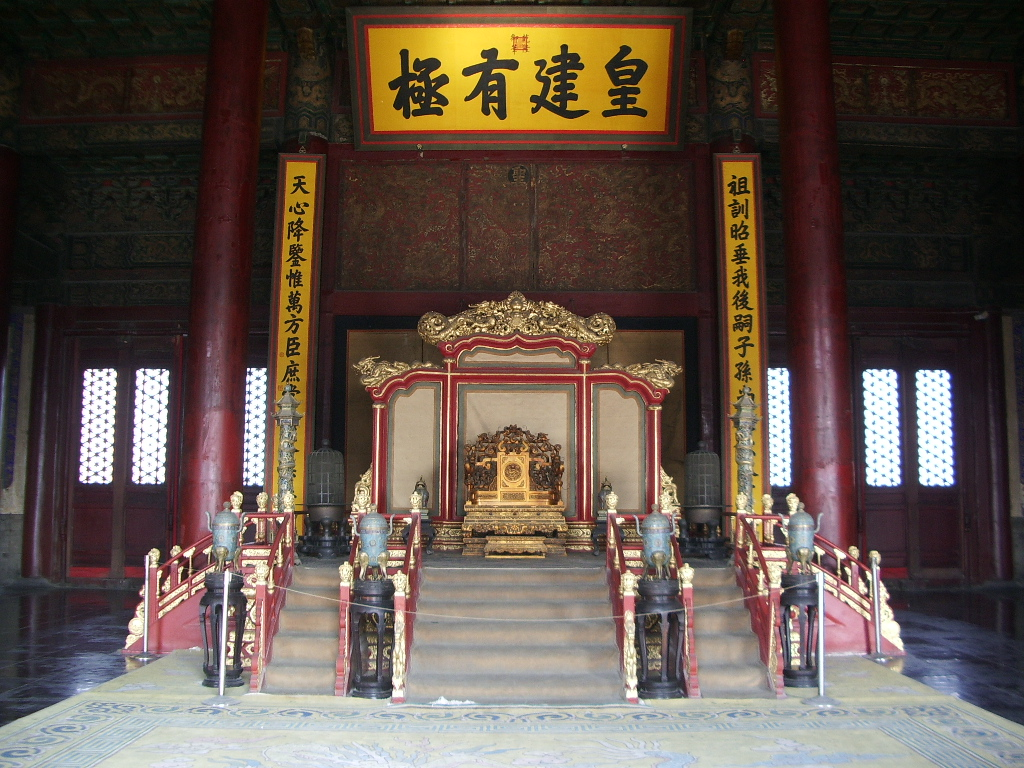
Трон у Залі Збереження гармонії

У центральній частині схилів, що ведуть вгору до терас з північної та південної сторін, розташовані церемоніальні пандуси — частина Імператорського шляху — оформлені майстерним барельєфним різьбленням, що має символічний сенс. Північний схил, що розташований за Залою Збереження гармонії, вирізаний з цілісного шматка каменю завдовжки 16,57 метра, завширшки 3,07 метра і завтовшки 1,7 метра. Він важить близько 200 тонн і є найбільшим різьбленим орнаментом такого роду в Китаї. Південний схил, що розташований перед Залою Верховної гармонії — ще довший, проте зроблений з двох сполучених між собою кам'яних плит; стик був майстерно прихований за допомогою накладених один на одного різьблених барельєфів, і його виявили лише після того, як у XX столітті ерозія збільшила проміжок.
На південному заході і південному сході Зовнішнього двору розташовані зали Військової величі та Літературної слави. Першу з них імператор використовував у різних ситуаціях для прийому міністрів і проведення нарад двору, а в другому розміщувалася власна палацова друкарня. Останній використовувався для церемоніальних лекцій високоповажних конфуціанських вчених, а пізніше став офісом Великого Секретаріату. Тут зберігалася копія Сику цюаньшу. На північному сході розташовані Три Південні Ділянки (кит. спр. 南三所), які були резиденцією кронпринца.

### Внутрішній палац, або Північний сектор

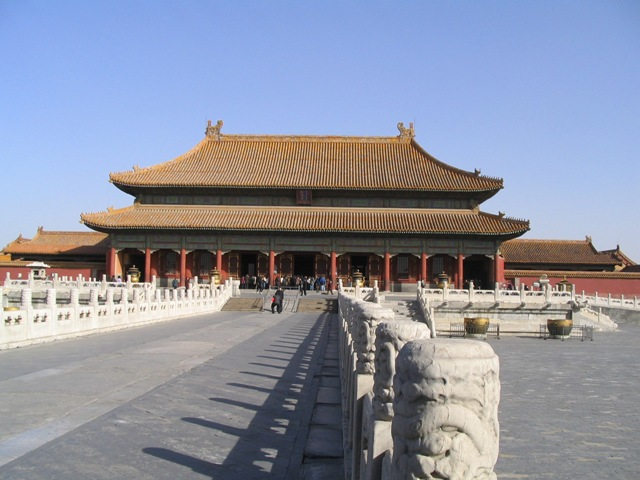
Палац Небесної чистоти

Внутрішній палац відділений від Зовнішнього довгастим майданчиком, розташованим ортогонально до головної осі міста. Він був домівкою імператора і його сім'ї. У період династії Цін імператор жив і працював майже винятково у Внутрішньому палаці, а Зовнішній палац слугував лише для церемоніальних цілей.

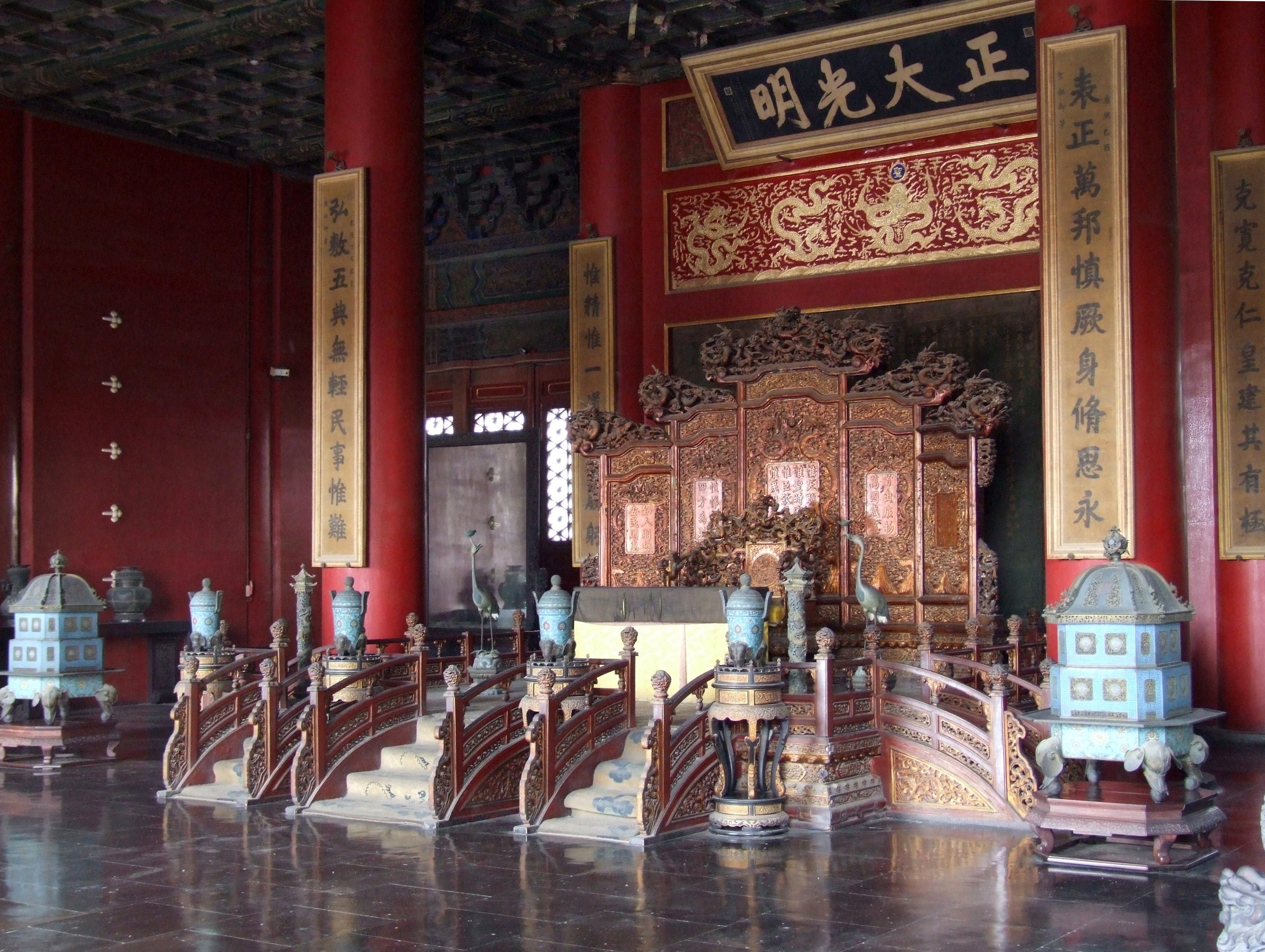
Трон у Палаці Небесної чистоти

У Внутрішньому палаці були житлові приміщення, де жили, грали, поклонялися богам імператор, імператриці, наложниці, принци та принцеси. Також тут розкинулись три імператорські сади — Довголіття (зелена область на північ від палацу Ніншоугун на схемі) (кит.: 宁寿宫花园, Ніншоугун), Доброти і Спокою («М») (кит.: 慈宁花园, Цинін), і Імператорський сад («С») (кит.: 御花园, Юйхуаюань).
У центрі Внутрішнього палацу розташовані основні приміщення цієї частини Забороненого міста — ще одна група з трьох зал. Це, якщо рахувати з півдня: Зала Небесної чистоти («О») (кит.: 乾清宫, Цяньцингун), Зала Об'єднання і миру («П») (кит.: 交泰殿, Цзяотайдянь) і Зала Земного спокою («Р») (кит.: 坤宁宫, Куньнінгун). Менші в порівнянні з залами Зовнішнього палацу, три зали Внутрішнього палацу були офіційними резиденціями імператора та імператриці. Імператор, що втілює ян і Небо, займав Палац Небесної чистоти; імператриця, втілюючи інь і Землю, — Палац Земного спокою. Між ними перебувала Зала Об'єднання і Світу, у якому інь і ян змішувалися, щоб породити гармонію.

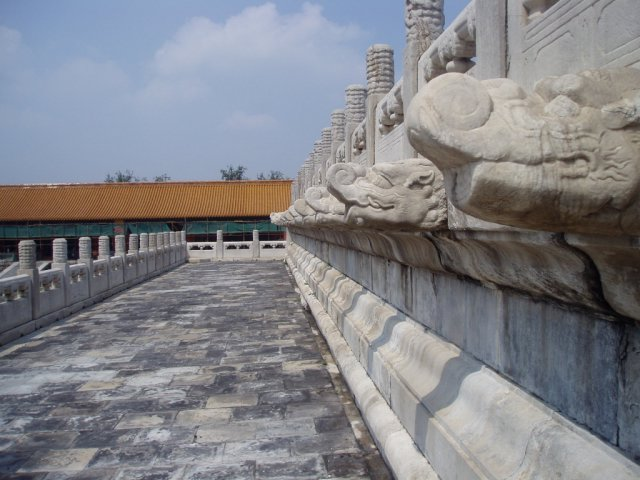
Жолоби для води між рівнями Внутрішнього палацу запобігають затіканню води на верхні рівні.

Палац Небесної чистоти являє собою будівлю з двома карнизами і поміщений на однорівневій платформі з білого мармуру. Він пов'язаний з Воротами Небесної чистоти, розташованими на південь від нього, піднесеним проходом. У період династії Мін він був резиденцією імператора. Однак, починаючи з імператора Їньчжень династії Цін, імператори жили не в палаці, а в меншій Залі Розумового розвитку далі на захід — з поваги до пам'яті імператора Сюаньє; а Палац Небесної Чистоти став імператорської залою аудієнцій. На даху встановлено кесон, прикрашений звивистим драконом. Над троном висить дошка, на якій написано «Правосуддя і Честь» (кит. спр. 正大光明, піньїнь: zhèngdàguāngmíng)..
Палац Земного спокою — будівля з двома карнизами, 9 «бухт» завширшки і 3 завглибшки. За династії Мін він був резиденцією імператриці. В епоху династії Цін нові маньчжурські правителі трансформували великі частини Палацу під потреби шаманських ритуалів. Починаючи з періоду правління імператора Юнчжен, імператриця перестала проживати в палаці; однак, дві кімнати в Палаці Земного спокою були збережені, для використання в шлюбну ніч імператора.
Між цими двома палацами розташована Зала Об'єднання і Миру, квадратної форми, з пірамідальним дахом. Тут зберігаються 25 імператорських печаток династії Цін, а також інше церемоніальне начиння.
Позаду цих трьох зал розкинувся Імператорський сад. Відносно маленький і компактний за дизайном, сад, втім, містить кілька майстерних ландшафтних компонентів. На північ від саду розташовані Ворота Божественної могутності.

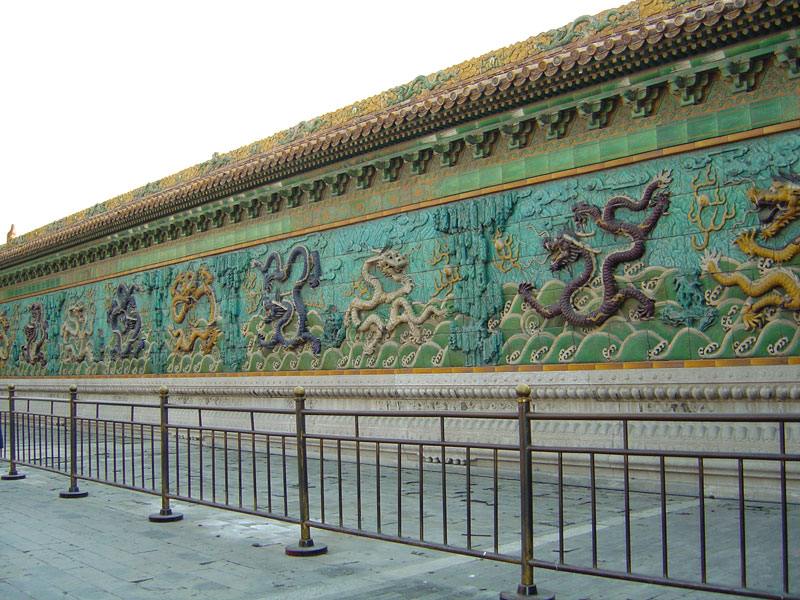
Екран Дев'яти драконів перед Палацом Безтурботного довголіття

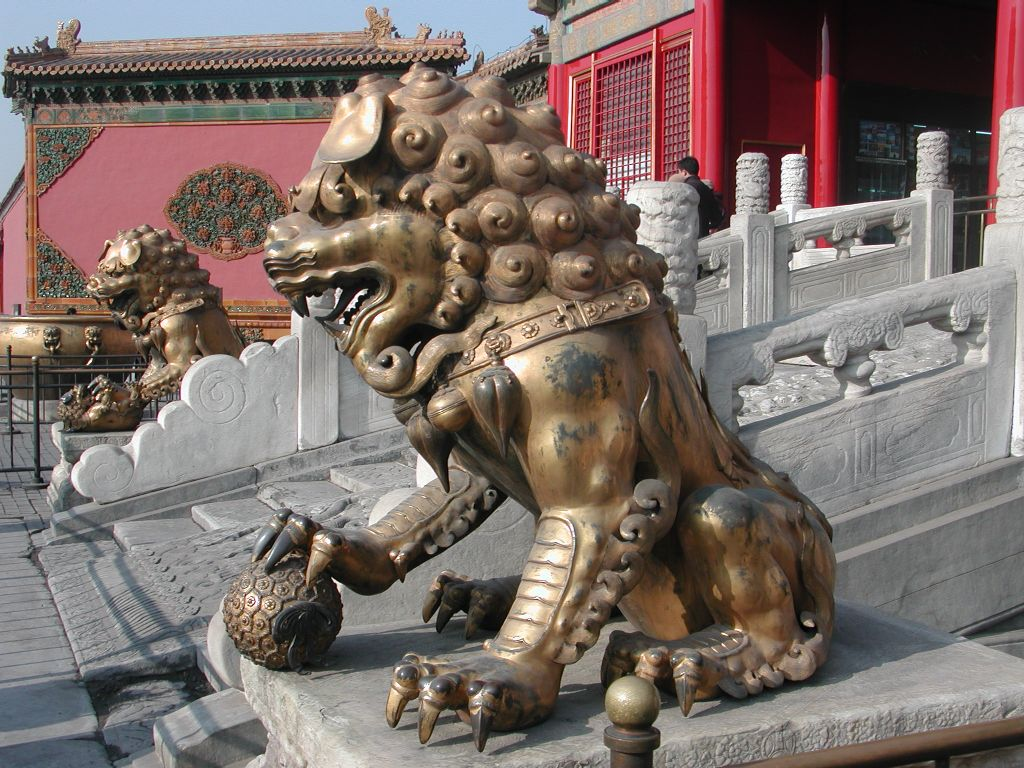
Позолочений лев перед Палацом Безтурботного довголіття

Безпосередньо на захід розташована Зала Розумового розвитку. Незначний спочатку палац, починаючи з періоду імператора Юнчжен став de facto резиденцією і офісом імператора. В останні десятиліття династії Цін овдовілі імператриці — включаючи Цисі — проводили наради двору у східній частині цієї зали. Навколо Зали Розумового розвитку розташовані офіси Великої Ради та інших ключових державних органів.
Північно-східний сектор Внутрішнього палацу зайнятий Палацом Безтурботного довголіття (кит. спр. 寧壽宮) — комплекс, побудований імператором Цянлунем в очікуванні свого відходу в довічний сон. Він дзеркально копіює планування самого Забороненого міста і містить «зовнішній палац», «внутрішній палац», сади і храми. Вхід у Палац Безтурботного довголіття позначений Екраном Дев'яти драконів із глазурованої черепиці. Цей сектор Забороненого міста реставрується в партнерстві між Палацовим музеєм і Фондом Світових Пам'яток — довгостроковий проект, завершення якого очікується в 2017 році.

### Релігія
Релігія становила важливу частину життя імператорського палацу. За династії Цін Палац Земного Спокою став місцем проведення шаманських церемоній маньчжурів. Водночас, споконвічна китайська релігія — даосизм — продовжувала відігравати важливу роль упродовж всього правління Мін і Цін. Існувало два таоїстських святилища, одне в імператорському саду, а інше в центральній зоні Внутрішнього палацу.
Ще однією домінантною формою релігії у палаці періоду династії Цін був буддизм. Велика кількість храмів і святилищ були розкидані по всьому Внутрішньому палацу — включаючи храми тибетського буддизму або ламаїзму. Буддистська іконографія була також рясно представлена в оформленні інтер'єрів багатьох будівель. Однією з найважливіших серед них є Павільйон квіткового дощу. У ньому розміщувалася велика кількість буддійських статуй, ікон і мандал, зібраних у ритуальні патерни.

### Навколишня територія

Розташування Забороненого міста в історичному центрі Пекіна

Заборонене місто з трьох сторін оточене імператорськими садами. На північ від нього розташований парк Цзіншань, відомий також під назвою «Панорамний пагорб» — штучний пагорб, насипаний з ґрунту, вийнятого під час спорудження рову і з прилеглих озер.
На захід розташований Чжуннаньхай — колишній царський парк, вписаний між двома з'єднаними озерами, який нині слугує центральною штаб-квартирою Комуністичної партії Китаю і Державної ради КНР. На північному заході розташований парк Бейхай — популярний царський парк, також організований навколо озера, яке з'єднане з двома південними озерами.
На південь від Забороненого міста розташовувалися два важливих святилища: Імператорське Святилище родини, — або Імператорський Храм предків (кит. спр. 太庙, піньїнь: Tàimiào), — і Імператорське Святилище держави (кит. спр. 太社稷, піньїнь: Tàishèjì), в яких імператор поклонявся духам своїх предків і духу нації, відповідно. Сьогодні перший — це Зала Культури трудового народу Китаю, а другий — Жонгшан парк, що увічнює пам'ять Сунь Ятсена.
На південь, вздовж головної осі, стоять двоє майже ідентичних воріт. Це Вертикальні ворота (кит. спр. 端门, піньїнь: Duānmén) і більш знамениті Ворота Небесного Спокою, прикрашені портретом Мао Цзедуна в центрі і двома плакатами ліворуч і праворуч: «Хай живе Китайська Народна Республіка» і «Хай живе велика єдність народів світу». Ворота Небесного Спокою з'єднують територію Забороненого міста з сучасним символічним центром китайської держави — площею Тяньаньмень.
Хоча станом на 2016 рік будівельні роботи поблизу Забороненого міста жорстко контролюються, неконтрольовані й іноді політично мотивовані руйнування і реконструкції, що здійснювалися впродовж усього минулого століття, змінили вигляд районів, що оточують Заборонене місто. Від 2000 року муніципальний уряд Пекіна працює над виселенням урядових і військових установ, які займають деякі історичні будівлі, а навколо збережених частин стін Імперського міста розбив парк. 2004 року оновлено декрет щодо планування і обмеження висоти будівель, з метою перетворити територію Імперського міста і північний міський сектор у буферну зону Забороненого міста. У 2005 році Імперське місто і Бейхай (як об'єкт, що доповнює Літній палац) були включені у шорт-лист вибору наступного об'єкта Всесвітньої спадщини в Пекіні.

### Символізм

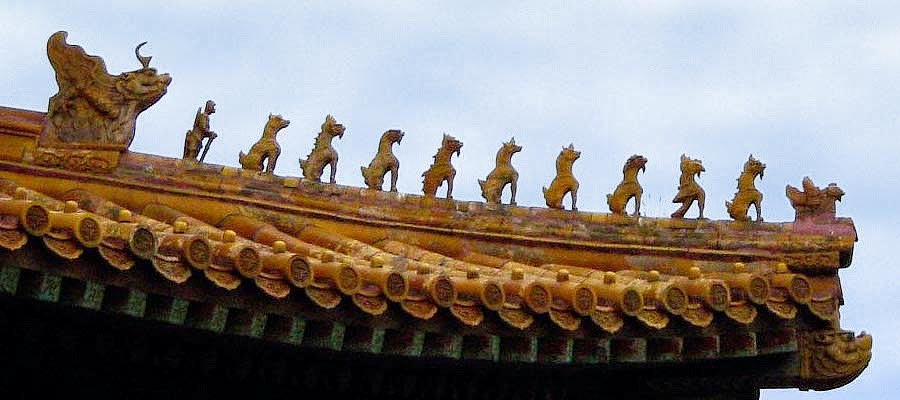
Імперський декор даху найвищого статусу на конику даху Зали Верховної гармонії

Дизайн Забороненого міста, починаючи з його загальною планування і аж до найдрібніших деталей, був ретельно розроблений з тим, щоб віддзеркалювати філософські і релігійні принципи — а крім того, символізувати велич імператорської влади. До числа помітних прикладів належать:
- Жовтий — колір імператора. Тому майже всі дахи в Забороненому місті покриті жовтою глазурованою черепицею. Є лише два винятки. Бібліотека в Павільйоні Літературної глибини (кит. спр. 文渊阁) була покрита чорною черепицею, оскільки чорний колір асоціювався з водою, а отже, запобіганням пожежі. Подібним чином, резиденції кронпринца покриті зеленою черепицею, тому що зелений колір асоціювався з деревом, а отже, зростанням[62].
- Всі головні зали Зовнішнього і Внутрішнього палаців організовані в групи по три — формат триграми Ціань, що символізує Небо. З іншого боку, резиденції Внутрішнього палацу організовані в групи по шість — формат триграми Кун, яка символізує Землю[56].
- Похилі схили дахів будівель декоровані рядом статуеток[en], очолюваних людиною верхи на феніксові, а позаду - імператорський дракон. Кількість статуеток символізує статус будівлі. Незначна споруда може мати 3 або 5 статуеток; Зала Верховної гармонії має 10 — єдина будівля в країні, якій у часи імперії було дозволено таке. Тож її 10-та статуетка, яка називається «Хангші» («та, що має десятий ранг») (кит. спр. 行十, піньїнь: Hángshí)[74], є унікальною також і для Забороненого міста[86].
- Планування будівель відповідає давнім традиціям, зафіксованим у Книзі обрядів. Так, храми предків розташовані перед палацом; сховища розміщені в передній частині палацового комплексу, а житлові зони — ззаду[87].

## Колекції

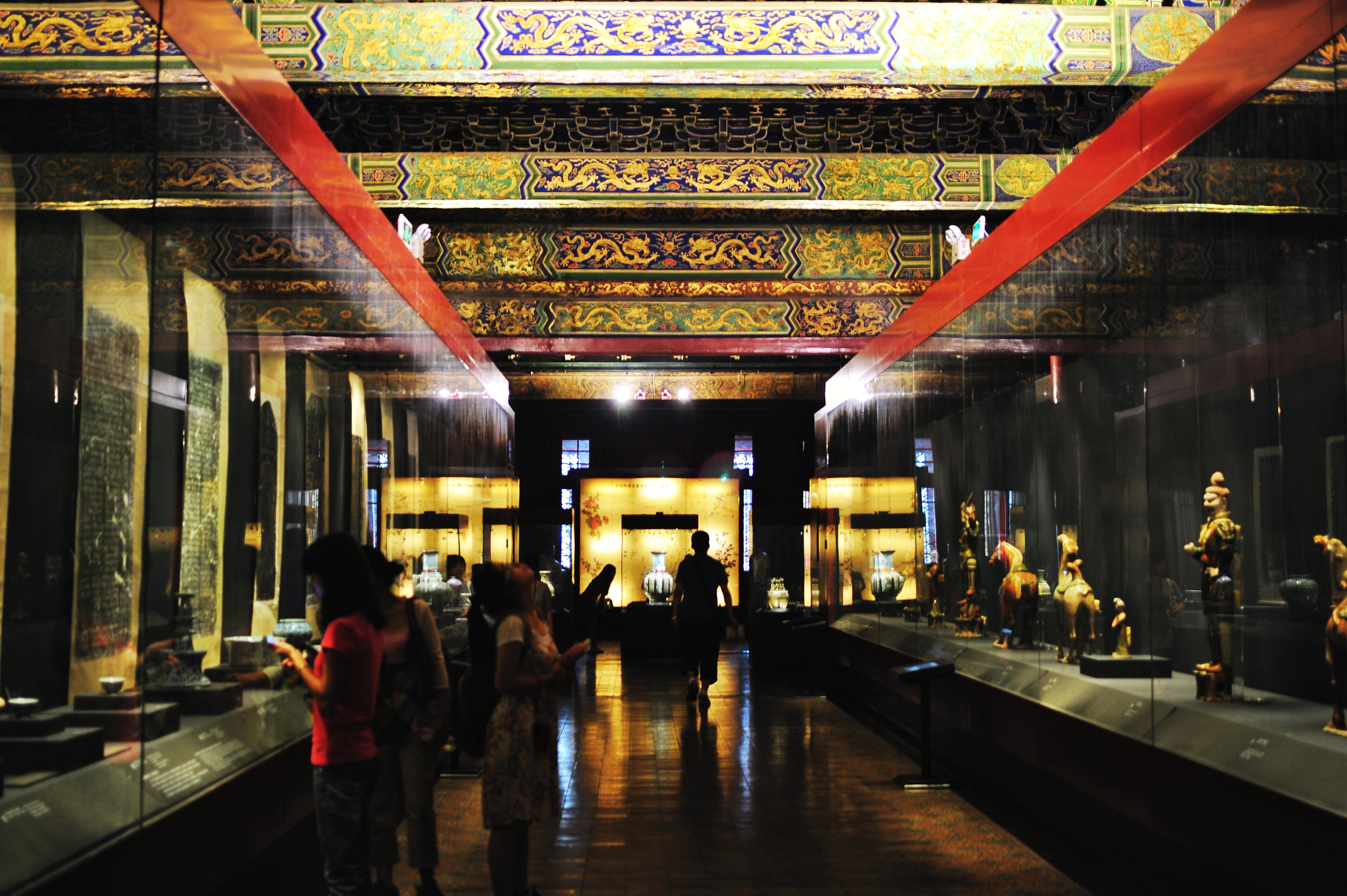
Експозиція Палацового музею в коридорі, що сполучає Залу літературної слави і Залу головної поваги

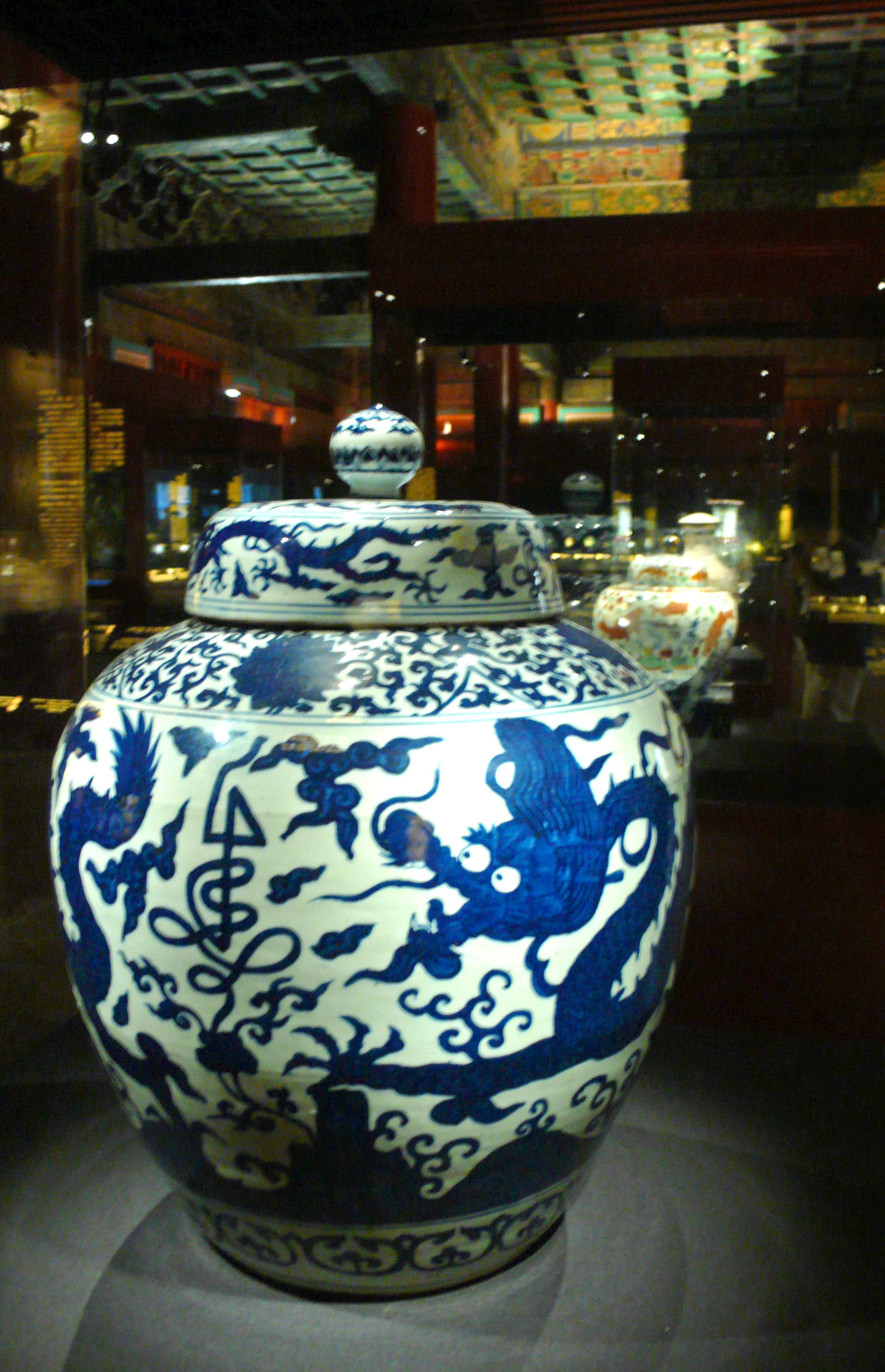
Білоблакитна порцелянова ваза з малюнком хмари і дракона, позначена ієрогліфом "довголіття" (寿), часів правління імператора Чжу Хоуцуна з династії Мін

Основу зібрання Палацового музею становить імператорська колекція династії Цін. 1925 року проведено інвентаризацію, що нарахувала близько 1 170 000 витворів мистецтва (від порцеляни до меблів), які стали державним (народним) надбанням. На додачу до цього, імператорські бібліотеки містили безліч рідкісних книг та історичних документів, включаючи урядові документи династій Мін і Цін. Ця збірка і стала первісною колекцією музею Ґуґун.
1933 року під час японської навали більшу частину колекцій евакуювали на південь країни (в Ґуанчжоу та Сичуань). Після поразки Японії у війні розпочали повернення музейних збірок в Пекін. Але частину колекцій захопив гоміньданський уряд Чан Кайші і наказав вивезти на острів Тайвань, що як територія належав Китаю. Так музейна збірка була розділена і менша її частина стала базою для музею мистецтв в столиці острова — місті Тайбей (Національний палац-музей (Тайбей)).
Станом на 2016 рік постійна колекція музею містить понад мільйон артефактів, включаючи картини, кераміку, печатки, скульптури, експонати з надписами, бронзові предмети тощо. Згідно з інвентаризацією музею, яка пройшла від 2004 до 2010 року, в запасниках музею перебувають 1 807 558 артефактів, із яких  1 684 490 позначені як "цінні культурні реліквії".

## Вплив
Заборонене місто — кульмінація двохтисячолітнього розвитку класичної китайської та східно-азійської архітектури — чинить вплив на подальший розвиток архітектури Китаю, а також є джерелом натхнення для багатьох творів мистецтва. Ось кілька конкретних прикладів:
Зображення в мистецтві, кіно, літературі і популярній культурі
Заборонене місто був сценою для багатьох художніх творів. В останні роки його також демонструють у фільмах і телевізійних серіалах. Ось кілька помітних прикладів:
- Заборонене місто (1918), художній фільм про китайську принцесу і американця.
- Останній імператор (1987), біографічний фільм про життя Пуї — останнього царського мешканця палацу — був першим в історії художнім фільмом, який уряд Китайської Народної Республіки дозволив зняти в Забороненому місті.
- Марко Поло — спільний міні-серіал NBC і RAI, показаний на початку 1980-х років, був знятий в Забороненому місті. Однак, слід зазначити, що нинішнього Забороненого міста не існувало в епоху династії Юань, коли Марко Поло зустрічався з Хубілаєм.
- У Забороненому місті проходили зйомки кліпу гурту 30 Seconds to Mars на пісню From Yesterday.
- Заборонене місто — одне з чудес світу в грі "Цивілізація V"

Сценічний майданчик
Заборонене місто слугує також сценічним майданчиком. Однак його використання в цій якості жорстко обмежене, у зв'язку з тим, що обладнання та виступи роблять значний вплив на стародавні споруди. Майже всі подання, про яких кажуть, що вони мають місце «в Забороненому місті», проводяться поза палацових стін.
- Опера Джакомо Пуччіні Турандот — історія китайської принцеси — була виконана в Імператорському святилищі безпосередньо поблизу Забороненого міста вперше 1998 року[91].
- 1997 року уродженець Греції композитор і клавішник Янніс Хрисомалліс дав живий концерт перед Забороненим містом. Концерт був записаний і пізніше виданий, як частина альбому Tribute[92].
- У 2001 році Три тенори — іспанські співаки Пласідо Домінґо і Хосе Каррерас та італійський співак Лучано Паваротті — дали один зі своїх концертів перед головними воротами Забороненого міста.
- 2004 року французький музикант Жан-Мішель Жарр дав живий концерт перед Забороненим містом разом з колективом з 260 музикантів; цей концерт став одним із заходів «Року Франції в Китаї»[93].